# Commander in Chief
Production
Diffusion
Commander in Chief est une série télévisée américaine en 18 épisodes de 42 minutes, créée par Rod Lurie et diffusée entre le 27 septembre 2005 et le 14 juin 2006 sur le réseau ABC.
En France, les douze premiers épisodes ont été diffusés entre le 2 décembre 2006 et le 23 décembre 2006 dans La Trilogie du Samedi sur M6 et les six épisodes restants entre le 26 décembre 2006 et le 9 janvier 2007 sur Téva, puis la série a été rediffusée à partir du 2 novembre 2008 de nouveau sur M6.
Énorme succès à ses débuts avec plus de 16 millions de spectateurs devant chaque épisode, battant le record d'audience pour un programme diffusé par ABC,,. Adaptée d'un scénario inédit pour la télévision, Commander in Chief avait tout le potentiel pour durer en y montrant l'ascension au pouvoir de la 1ère femme présidente des États-Unis et l'impact que cela impose. Mais au fil des diffusions et d'une production chaotique,, la série est un échec critique et commercial n'étant pas à la hauteur des attentes du public, voit son audience fortement chuter en fin de saison au point qu'elle soit annulée par la chaîne. Cependant, la performance de son actrice principale Geena Davis fut largement saluée par la critique. La série, qui a marqué son empreinte pour l'égalité des femmes connait un certain regain d'intérêt du genre depuis l'arrivée de Kamala Harris comme première femme vice-présidente des États-Unis.
En 2005, Commander in Chief a été élue « meilleur série dramatique de la saison » par le célèbre magazine Post-Gazette, classée 10e du "Top 10 des meilleures séries politiques" par Première en 2016, et arrivant 10e au classement des "16 séries pour explorer la politique américaine" par le site Critictoo en 2017 .
Nommée 3 fois aux Golden Globes Awards dont celui de la meilleure série dramatique et du meilleur acteur dans un second rôle pour Donald Sutherland, la série remporte lors de la 63e cérémonie des Golden Globes en 2006 le Golden Globe de la meilleure actrice dans une série dramatique pour Geena Davis pour son interprétation de Mackenzie Allen. La série fut également nommée aux Satellite Awards, aux Primetime Emmy Awards et a reçu une nomination aux People's Choice Awards par le public en 2006.

## Synopsis
Mackenzie Allen a un emploi du temps déjà bien chargé, mariée et mère de trois enfants, elle est présidente de l’université de Richmond avant d’être sollicitée par Teddy Bridges pour le soutenir dans sa candidature à l’investiture suprême et d'être sa colistière. Une fois l’élection remportée par Bridges, elle devient vice-présidente des États-Unis, mais son étiquette d’indépendante, si utile durant la campagne électorale, s’avère être soudain très difficile à porter au sein d’un gouvernement républicain.
Lors d'une mission diplomatique à Paris, en France, la vice-présidente Mackenzie Allen est informée que le président Teddy Bridges a subi un accident vasculaire cérébral, peut-être fatal. Son état étant grave, il faut penser à assurer l'intérim de la présidence. Au vu de leurs divergences politiques, le chef de cabinet de la Maison-Blanche, Jim Gardner demande donc à Allen de démissionner afin que Nathan Templeton, le président du Congrès, prenne place dans le Bureau ovale. Mais la vice-présidente est partagée. Mackenzie est convoquée par le président Bridges mourant à l’hôpital, ce dernier lui demande de démissionner en affirmant qu'ils n’ont pas les mêmes vues de l'Amérique. Alors qu'elle rédige son discours de démission, le décès du président propulse Mackenzie Allen à la place de « première femme présidente des États-Unis d’Amérique ». Mais « Mac » doit prendre la décision de sa vie : respecter les dernières volontés du président ou devenir la première femme présidente du pays ? Après avoir hésité, elle ne cède pas aux pressions diverses et se sent prête à diriger le pays contre l'avis du parti républicain qui veut la voir renoncer au poste le plus puissant du monde et ainsi invoquer le 25e amendement, et décide d’emménager avec toute sa famille à la Maison-Blanche.
Par la suite, la présidente devra se confronter aux conflits professionnels, à échelle internationale ou nationale ; elle doit régulièrement affronter les manipulations politiques de son adversaire, Nathan Templeton, qui va utiliser toutes les ficelles et tous les coups bas pour la déstabiliser. Mackenzie doit aussi faire face à des problèmes plus personnels, avec son mari Rod et ses trois enfants, Horace, Rebecca et Amy.

## Fiche technique
- Titre original : Commander in Chief
- Titre francophones : Commandant en Chef[18]
- Création : Rod Lurie
- Réalisation : Rod Lurie, Steven Bochco, Bobby Roth, Greg Yaitanes, Dee Johnson (en)
- Scénario : Rod Lurie (scénariste principal), Dee Johnson (en) (7 épisodes), Steven Bochco (5 épisodes), Steven Cohen (5 épisodes), Joel Fields (5 épisodes), Alison Cross (3 épisodes), Stuart Stevens (3 épisodes), Cynthia Cohen (2 épisodes), Tom Szentgyorgyi (2 épisodes), Allison Adler (1 épisode).
- Décors : Carol Bayne Kelley
- Costumes : Vicki Sánchez, Mimi Melgaard, Julia Caston
- Musique : Larry Groupé (en) (11 épisodes)
- Production : Rod Lurie, Steven Bochco
- Sociétés de production :Touchstone Television, ABC Studios, ABC Signature, Battleplan Productions
- Sociétés de distribution :  ABC (États-Unis) ; CTV (Canada) ; M6 Téva (France)
- Pays d'origine :  États-Unis
- Langue originale : anglais
- Chaîne d'origine : ABC
- Format : couleur - 35 mm - 1,78:1 - Son stéréo
- Genre : drame, politiques, fictionnels
- Durée : 42 minutes
- Dates de première diffusion :
  - USA : 27 septembre 2005 (19 ans) sur ABC
  - France : 2 décembre 2006 sur M6 puis Téva
- Public : Tout public
- Dates de sorties DVD :
  - USA : 27 juin 2006
  - France : 18 avril 2007

 Sauf indication contraire, les informations mentionnées dans cette section peuvent être confirmées par la base de données cinématographiques IMDb,  présente dans la section « Liens externes ».

## Distribution

### Acteurs principaux
- Geena Davis (VF : Déborah Perret) : Mackenzie Allen, vice-présidente puis présidente des États-Unis
- Donald Sutherland (VF : Bernard Tiphaine) : Nathan Templeton, président de la Chambre des représentants
- Harry Lennix (VF : Thierry Desroses) : Jim Gardner, chef de cabinet de la Maison-Blanche
- Kyle Secor (VF : Bertrand Liébert) : Rod Calloway, Premier Gentleman
- Ever Carradine (VF : Vanina Pradier) : Kelly Ludlow, porte-parole de la Maison-Blanche
- Matt Lanter (VF : Alexis Tomassian) : Horace Calloway, fils aîné de la Présidente
- Caitlin Wachs (VF : Kelly Marot) : Rebecca Calloway, fille aînée de la Présidente
- Jasmine Jessica Anthony (VF : Lisa Caruso) : Amy Calloway, fille cadette de la Présidente
- Mark-Paul Gosselaar (VF : Denis Laustriat) : Richard « Dickie » McDonald, directeur de la communication
- Natasha Henstridge (VF : Rafaèle Moutier) : Jayne Murray, directrice de cabinet de Nathan Templeton
- Polly Bergen (VF : Arlette Thomas) : Kate Allen, la mère de la présidente

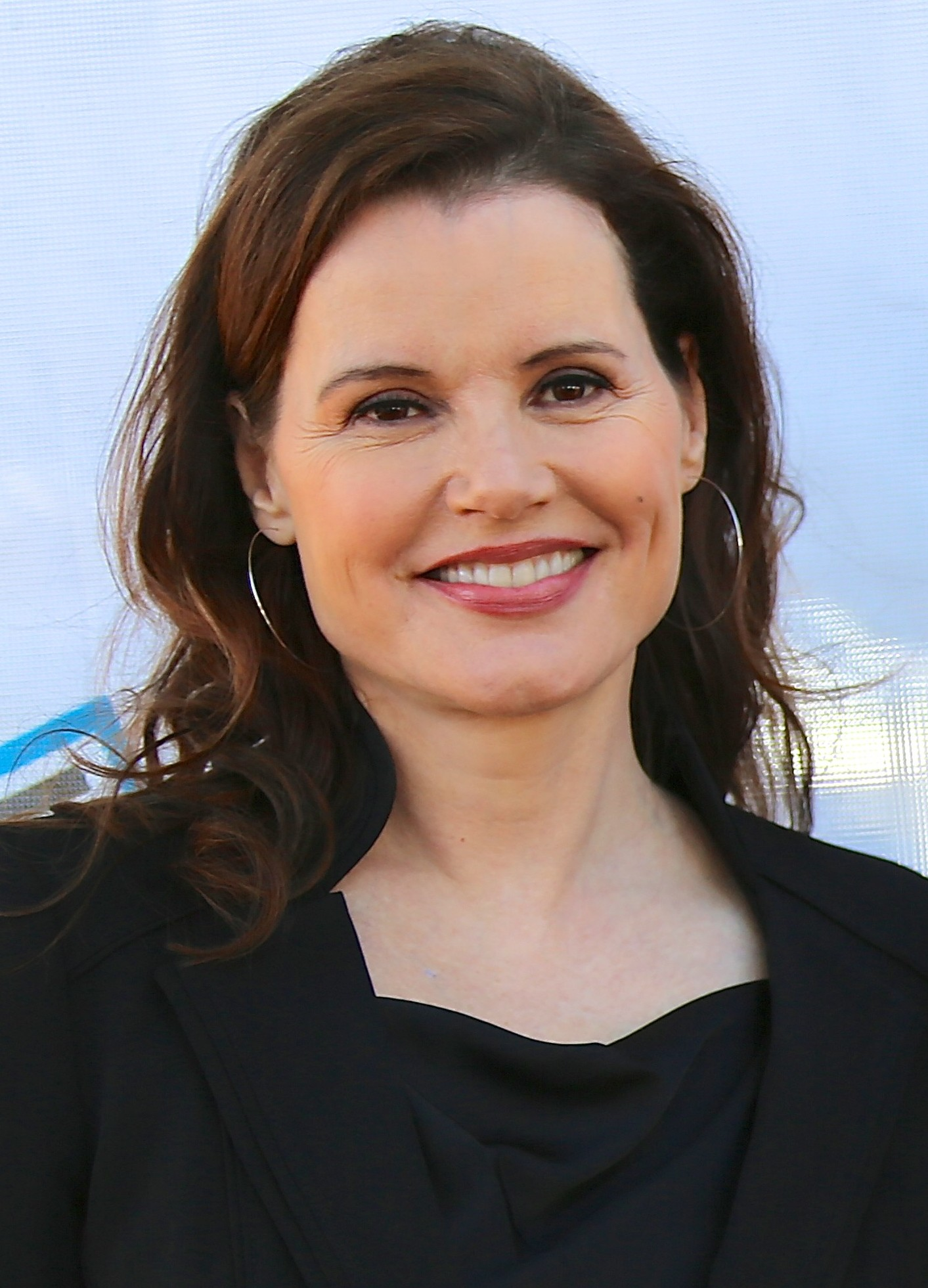
Geena Davis interprète Mackenzie Allen, la présidente des États-Unis.
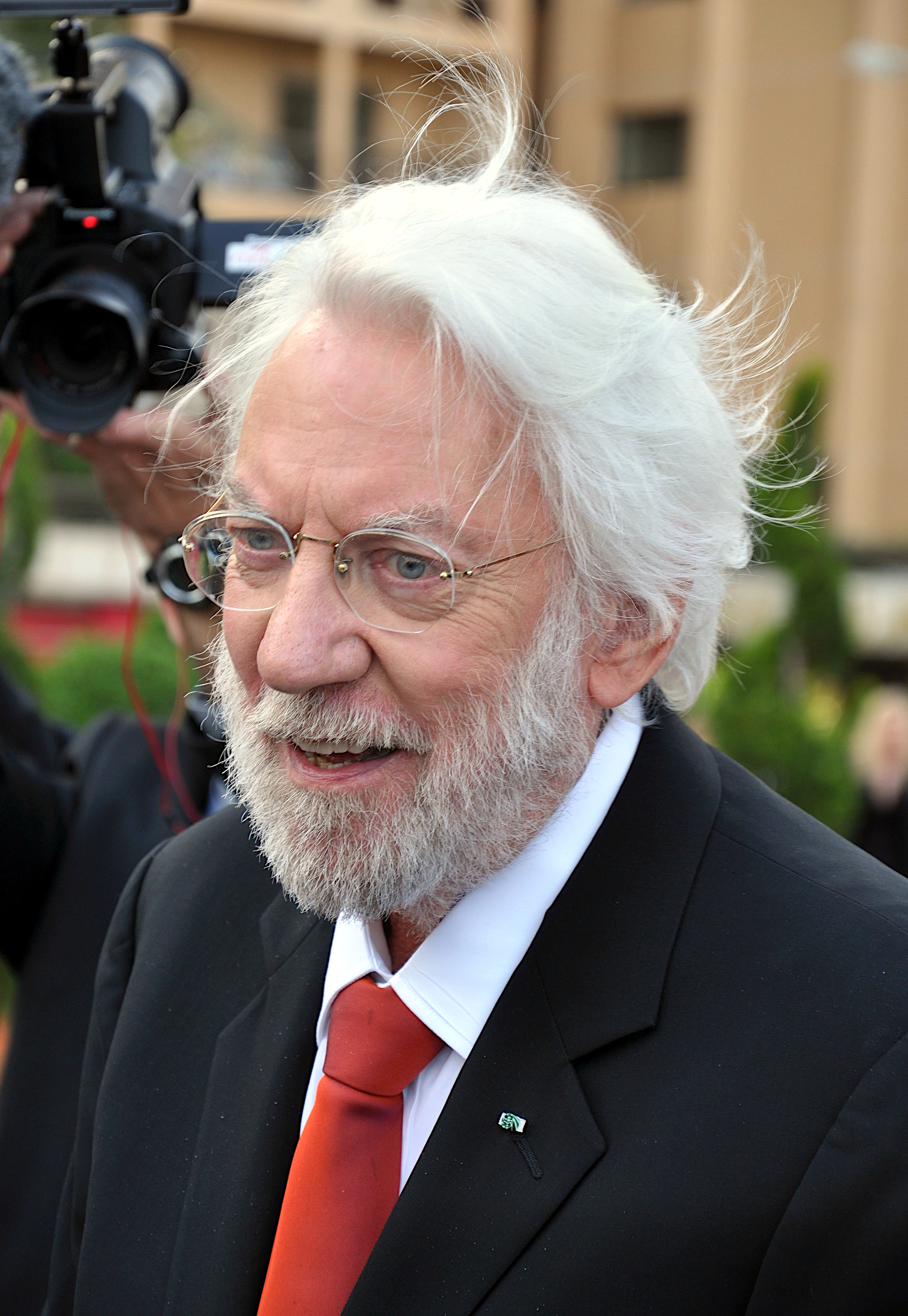
Donald Sutherland interprète Nathan Templeton, président de la Chambre des représentants.
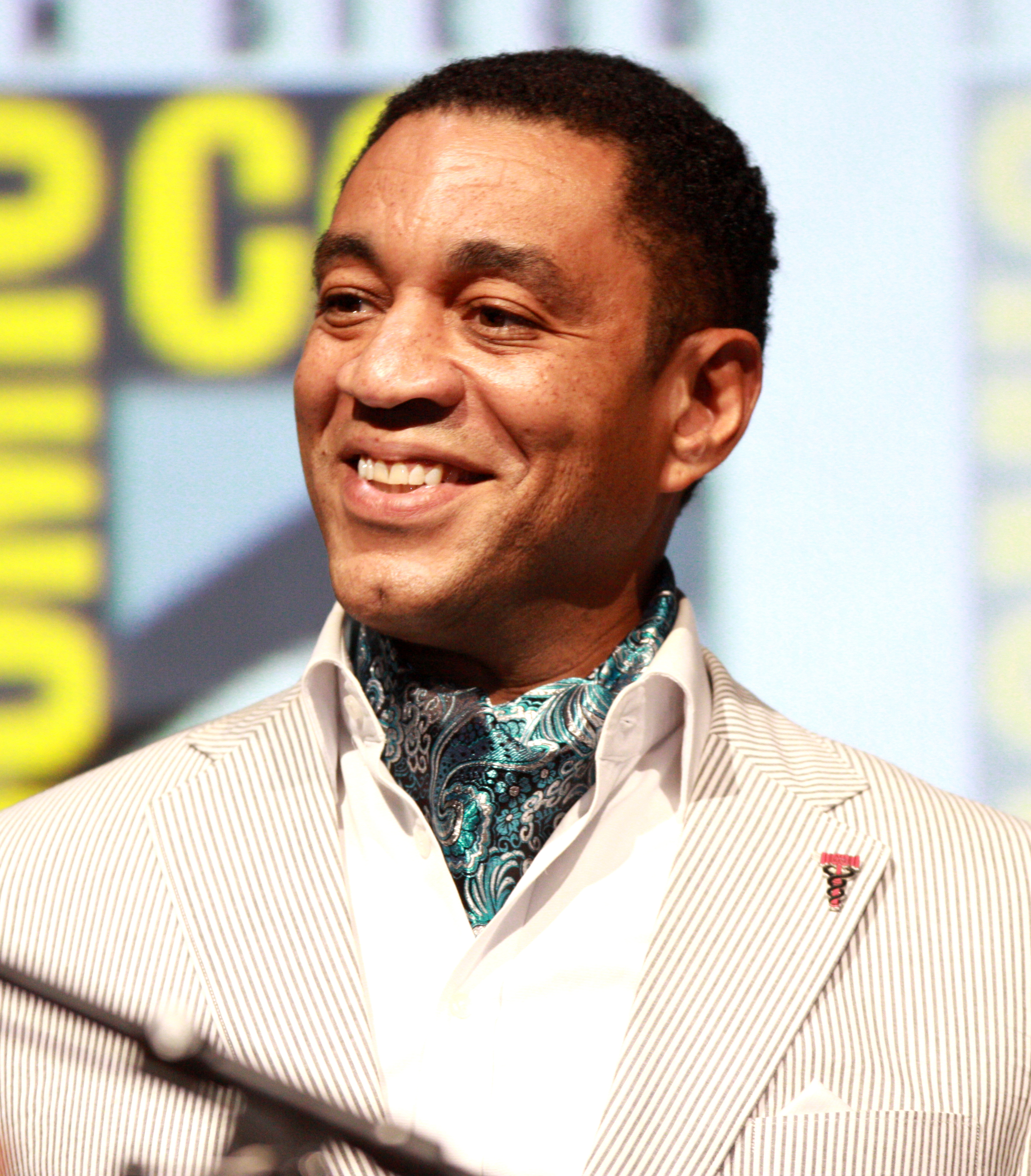
Harry Lennix interprète Jim Gardner, chef de cabinet de la Maison-Blanche.
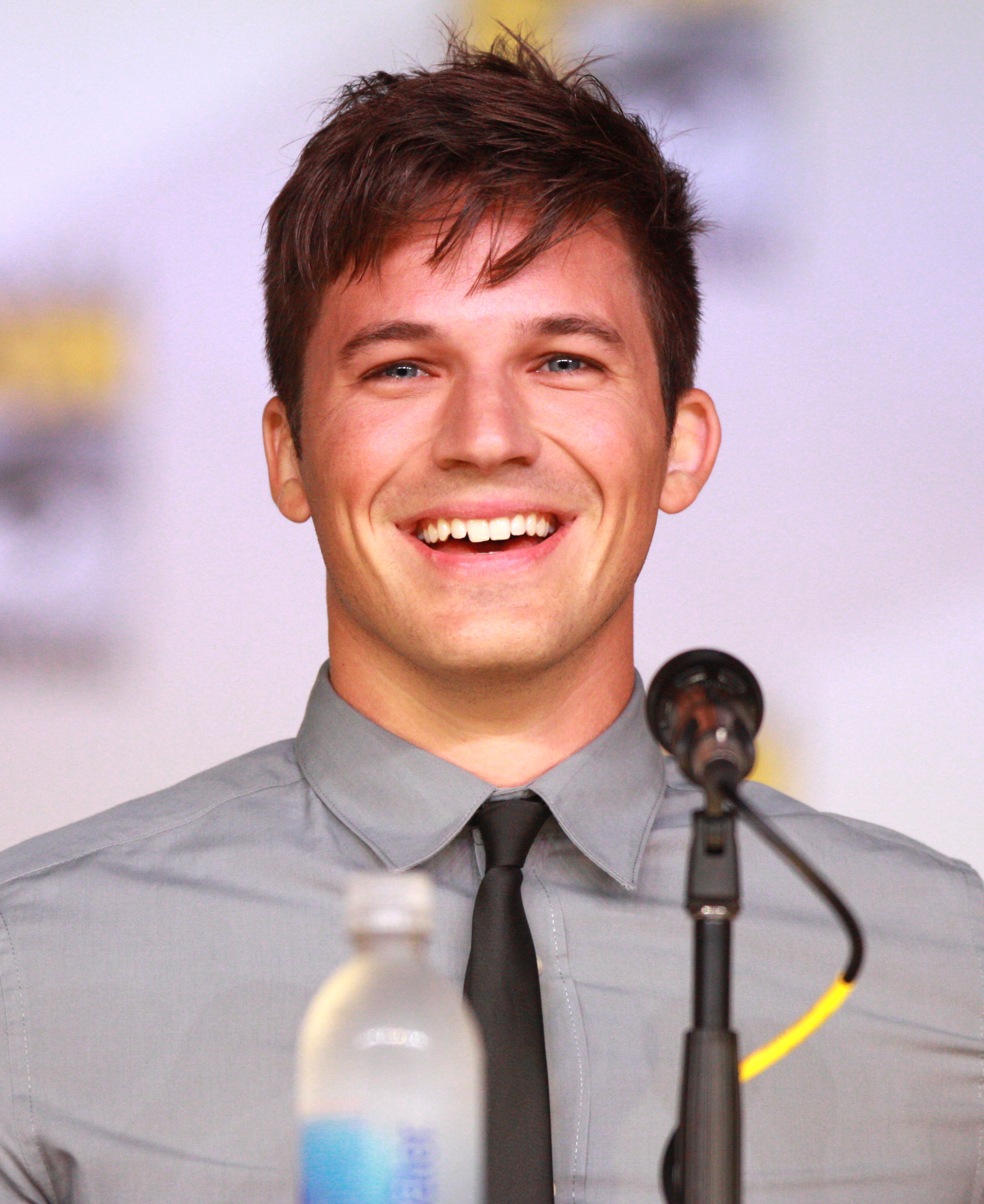
Matt Lanter interprète Horace Calloway, fils aîné de la présidente.
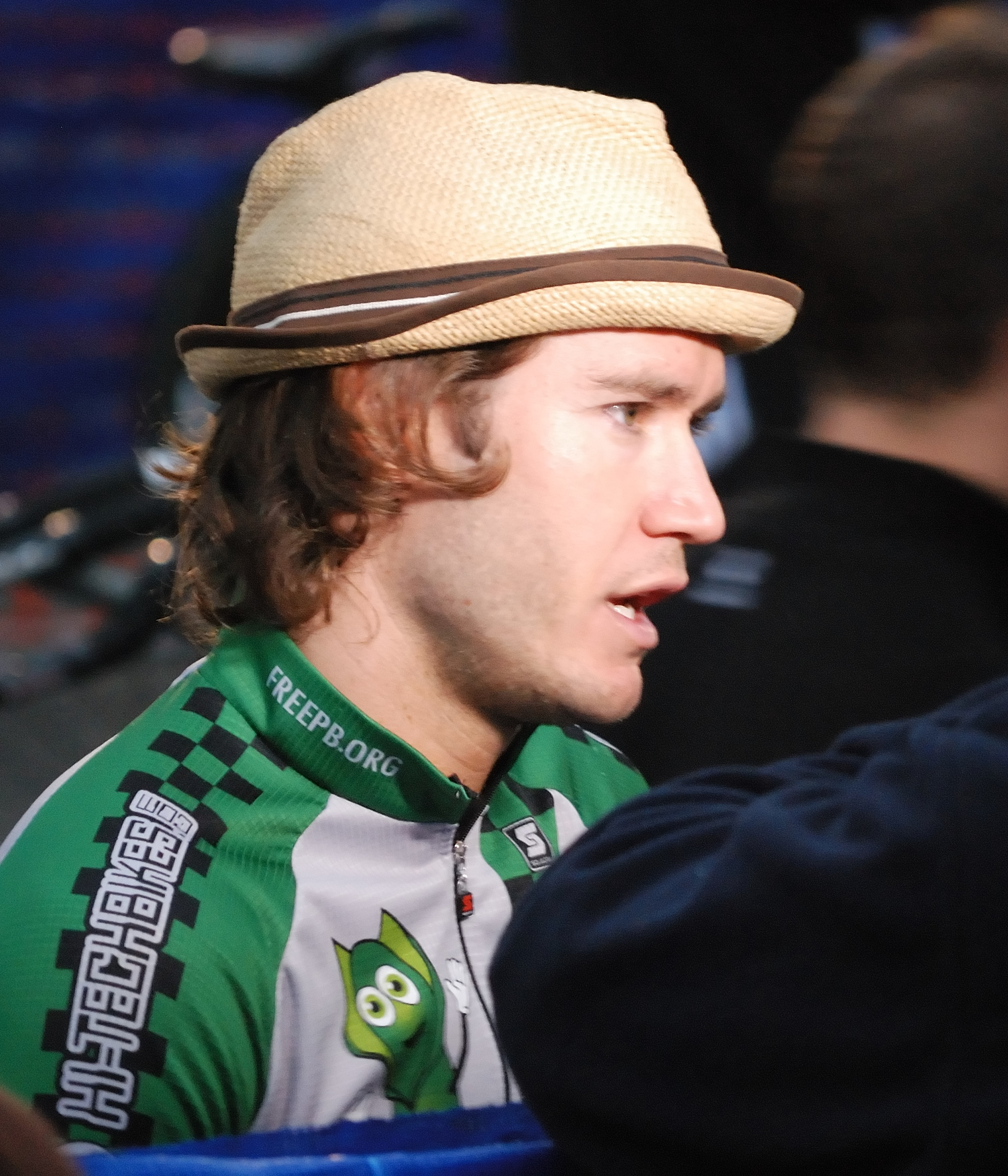
Mark-Paul Gosselaar interprète Richard "Dickie" McDonald, directeur de la communication.
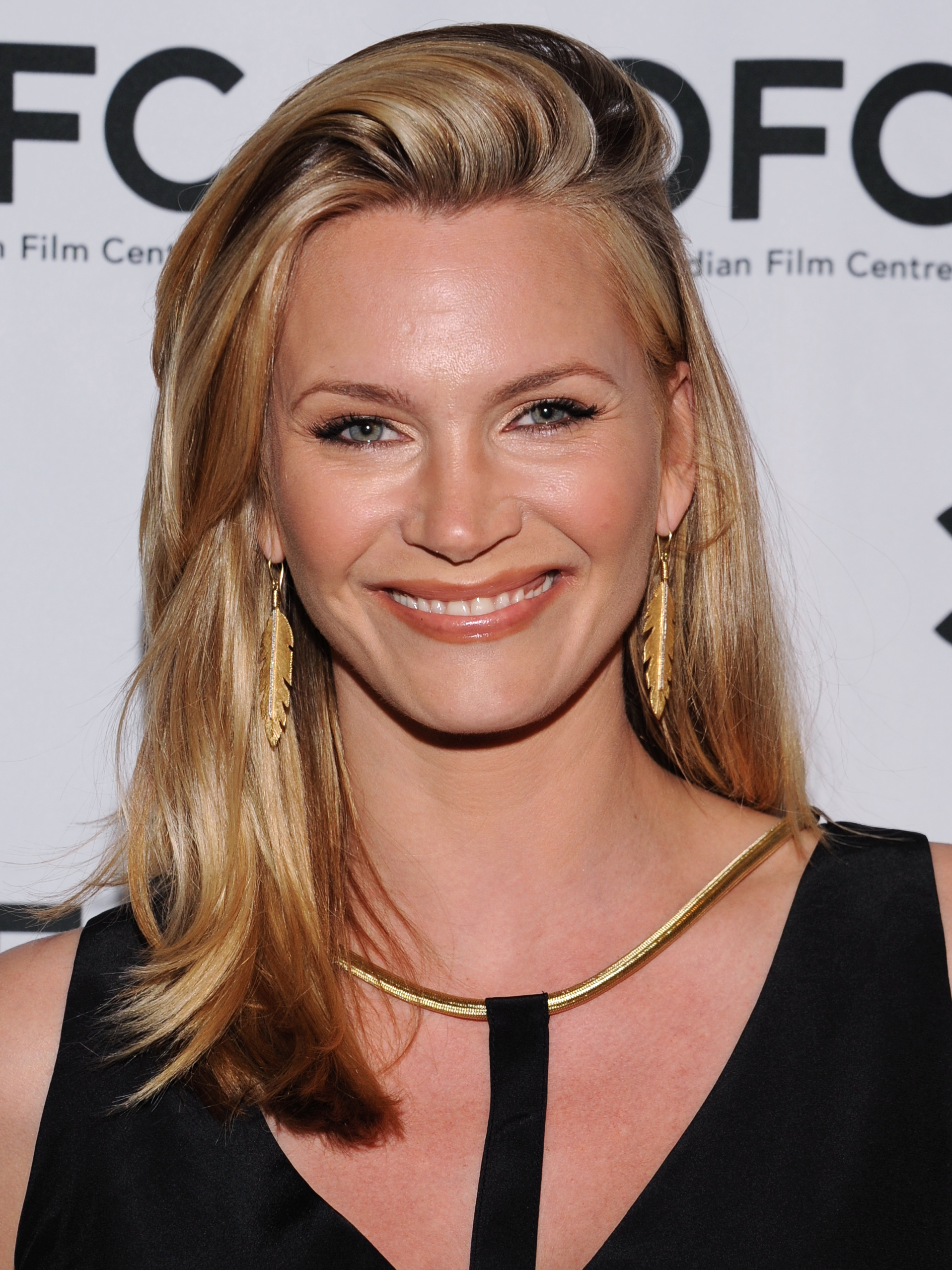
Natasha Henstridge interprète Jayne Murray, directrice de cabinet de Nathan Templeton.
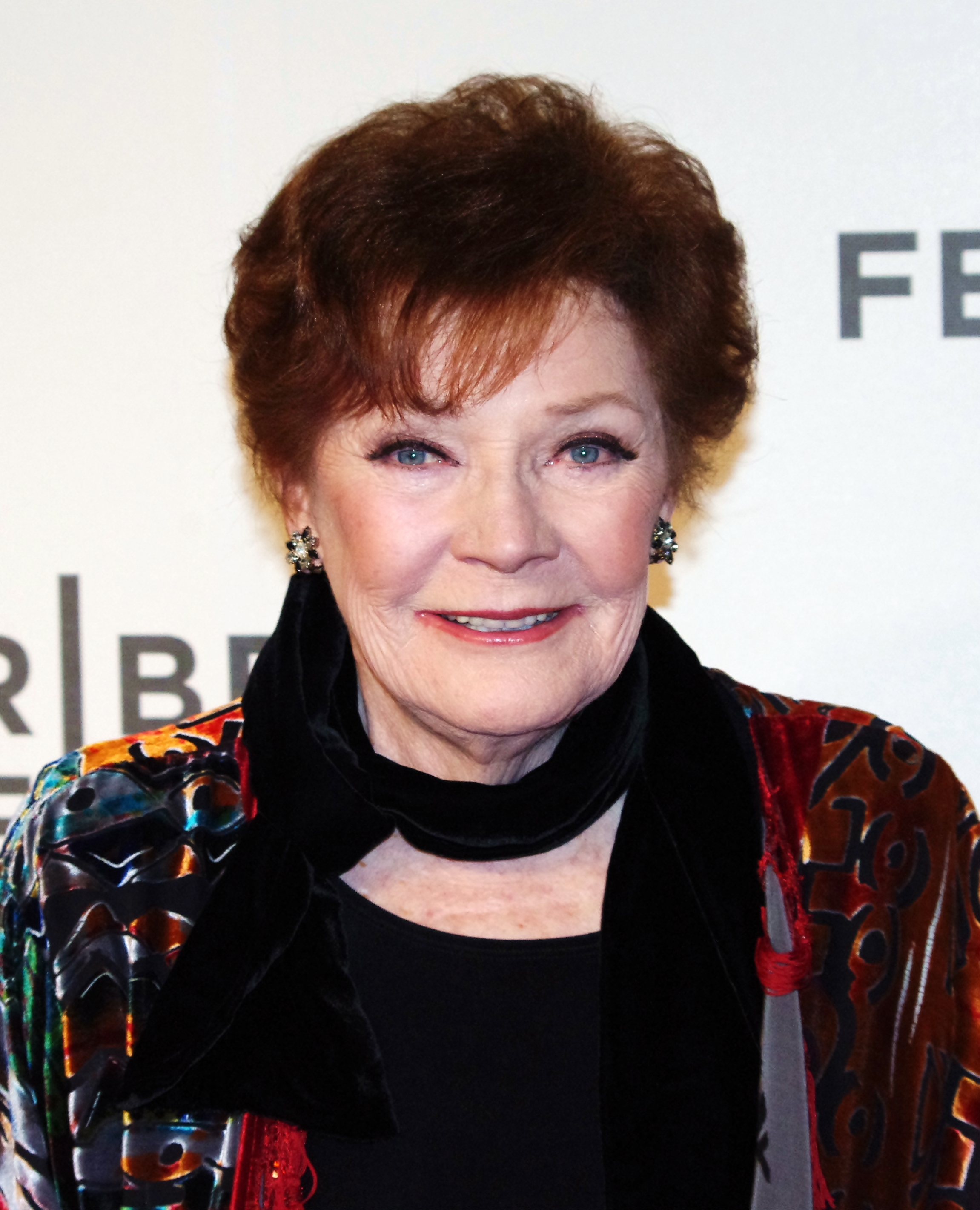
Polly Bergen interprète Kate Allen, la mère de la présidente.

### Acteurs récurrents
- Peter Coyote (VF : Hervé Bellon)[note 1] : Général Warren Keaton, le vice-président
- Samantha Eggar (VF : Marion Loran) : Sara Templeton, épouse du président de la Chambre des représentants Nathan Templeton
- Kristen Shaw (VF : Anne Rondeleux) : Norah Woodruff, responsable du bureau du Premier Gentleman
- Ned Vaughn (VF : Tristan Petitgirard) : Charlie, le journaliste
- Julie Ann Emery (VF : Barbara Tissier) : Joan Greer, chef des services de sécurité
- Matt Barr (VF : Tony Marot) : Mike Fleming
- Mary Page Keller (VF : Élisabeth Wiener) : Grace Bridges, épouse du président défunt, ancienne Première Dame
- Leslie Hope (VF : Véronique Augereau) : Mélanie Blackston, la procureure générale des États-Unis
- Anthony Azizi (VF : Xavier Fagnon) : Vince Taylor, l’assistant de la présidente
- Steve Tom : Steve, le journaliste
- Jason Wiles : Alex Williams
- Christopher Allport : Francis, Secrétaire à la Défense
- Dale Dye : Général Peter Allyson
- Kate Jennings Grant (VF : Armelle Gallaud) : Samantha, la journaliste
- Bruce Boxleitner (VF : Hervé Bellon) : Tucker Baynes
- Will Lyman (VF : Marc Cassot) : Theodore Roosevelt "Teddy" Bridges, le président des États-Unis
- Adam Arkin : Carl Brantley
- Barbara Eve Harris : Lynn
- Rick Hoffman : Lance Addison
- Michael O'Neill : Wilcox, Membre du congrès
- Talia Balsam : Ruth, secrétaire du Bureau ovale
- Nestor Carbonell : Dr Kyle Brock
- Sandra Hess : Patya Kharkova, première dame de Russie
- Ilia Volok (en): Dmitri Kharkov, président de la fédération de Russie
- Hayden Panettiere : Stacy
- Tony Plana : Peter Ragone

Photos des acteurs récurrents
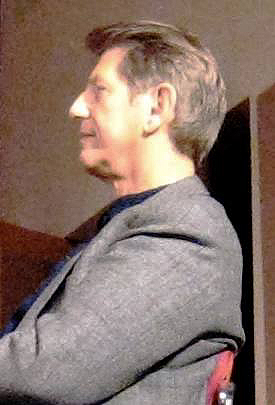
Peter Coyote interprète Warren Keaton.
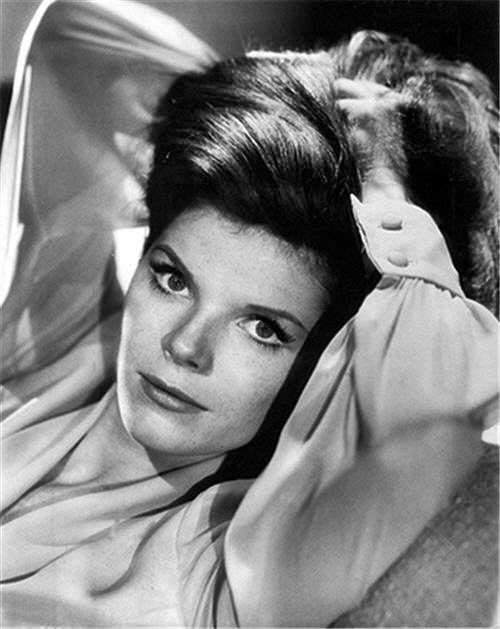
Samantha Eggar interprète Sara Templeton.
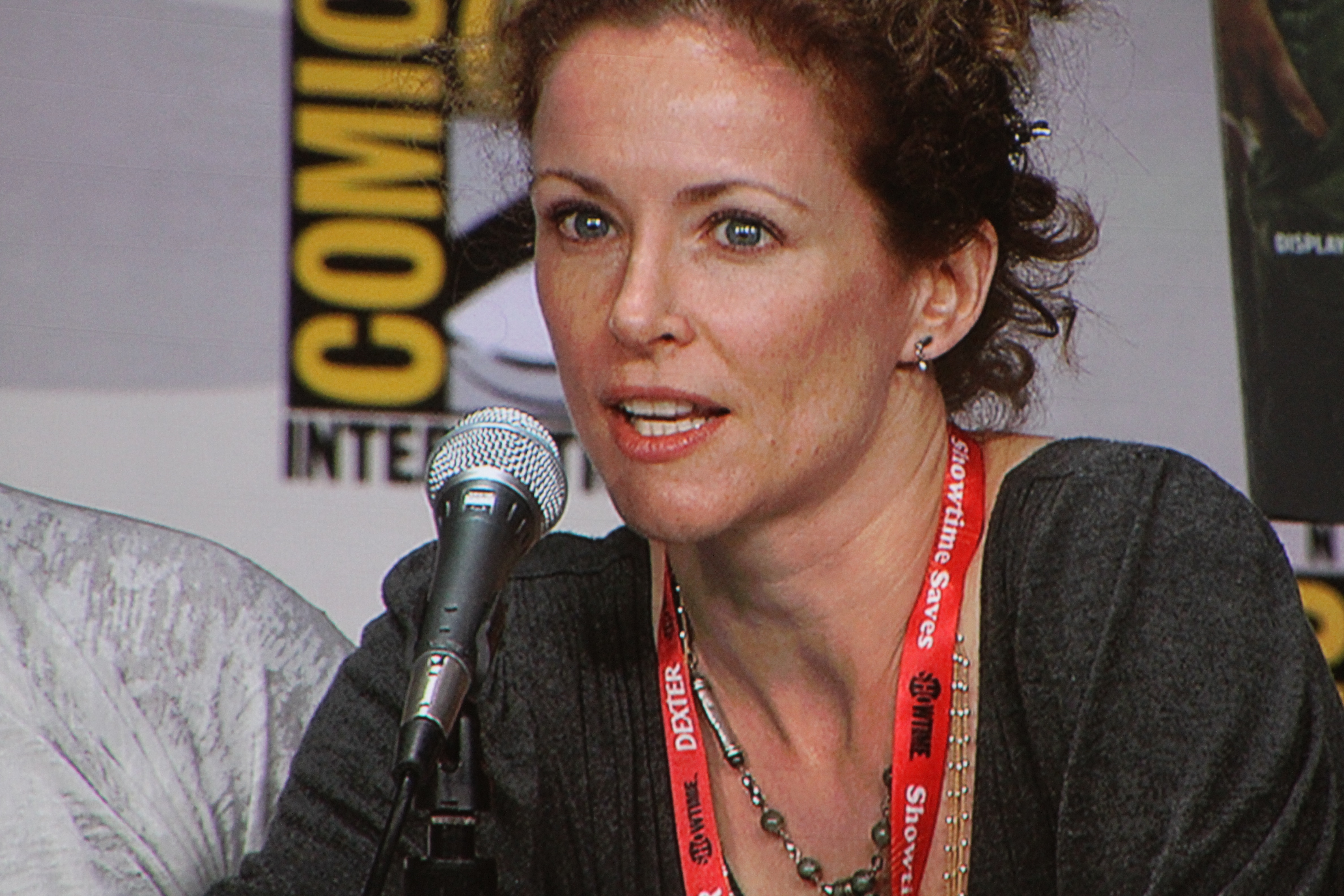
Leslie Hope interprète Mélanie Blackston.
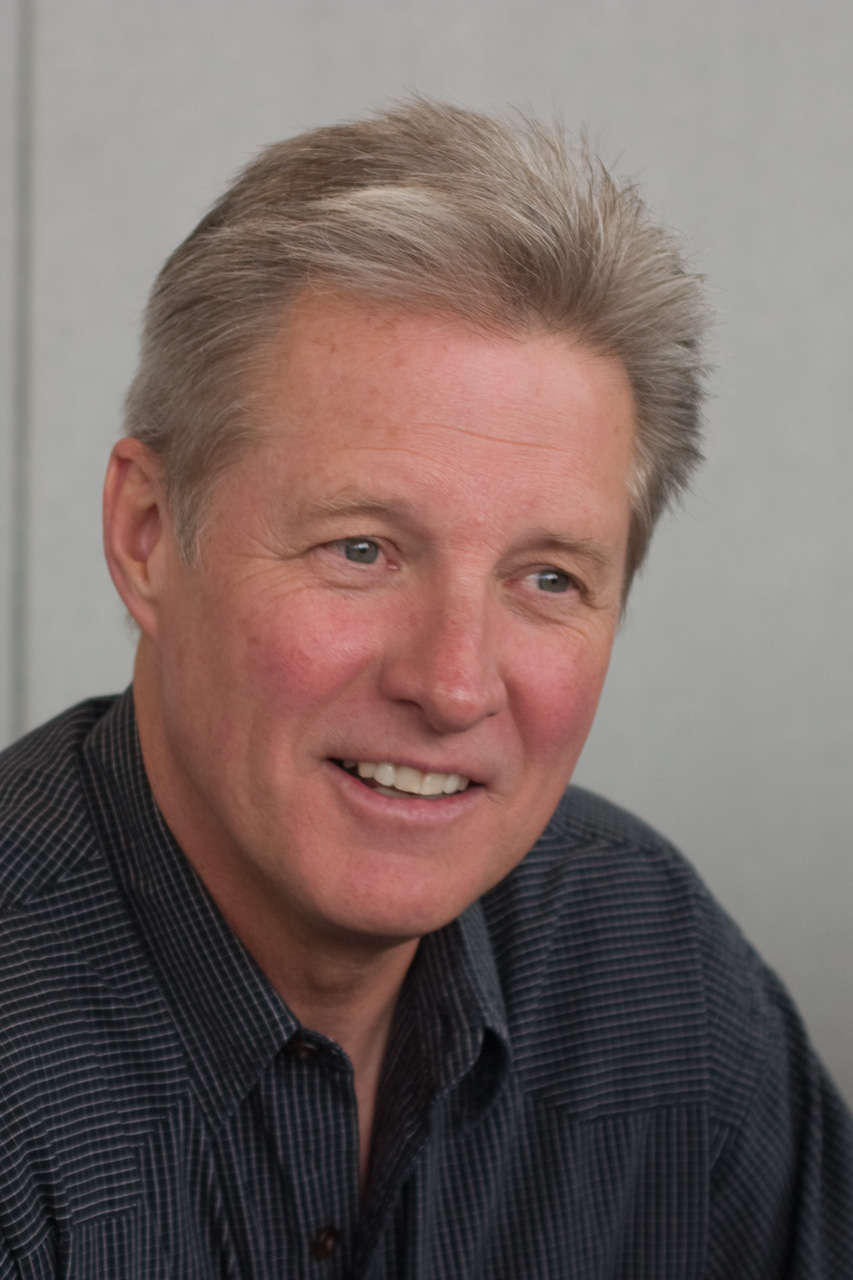
Bruce Boxleitner interprète Tucker Baynes.
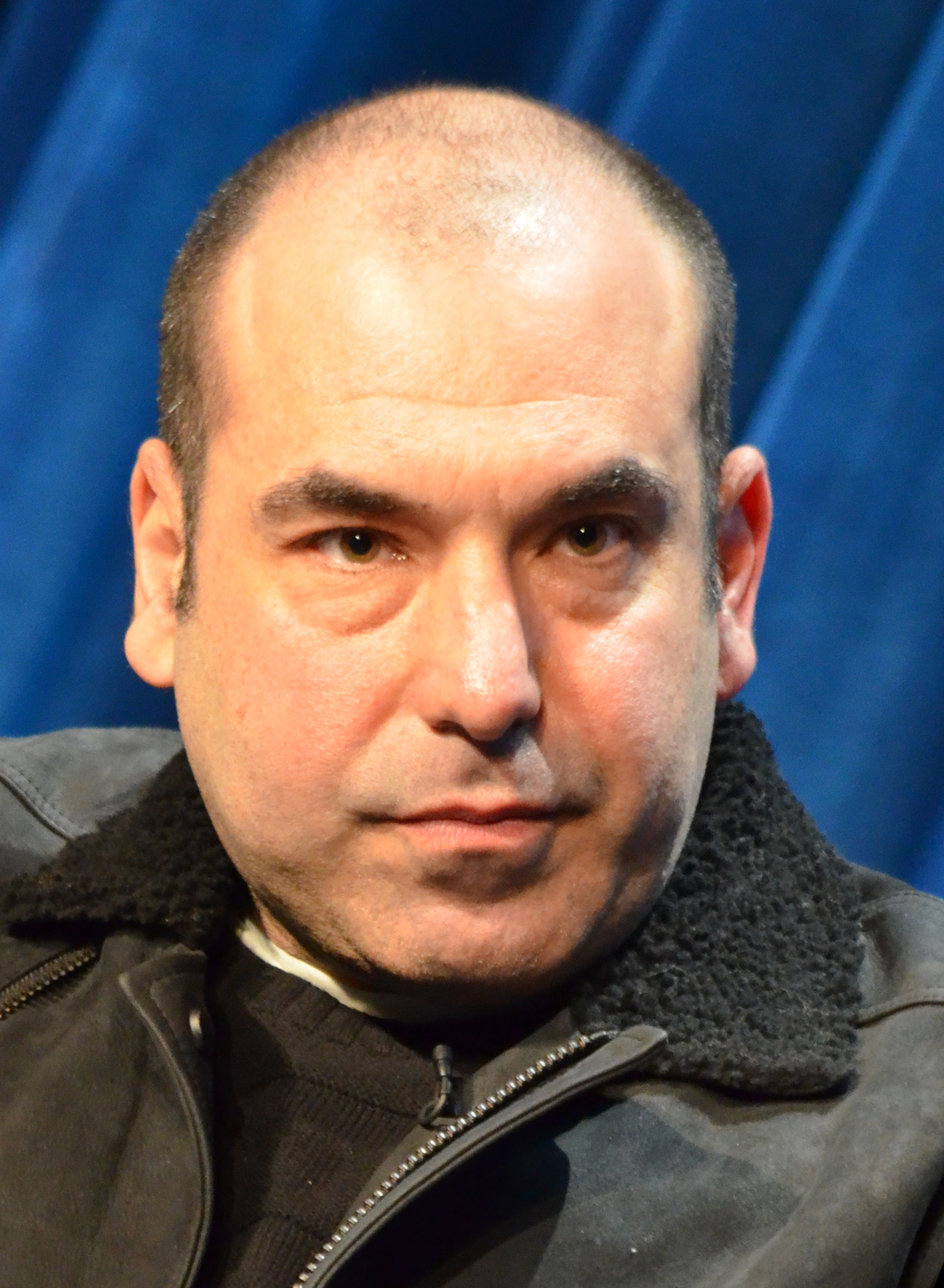
Rick Hoffman interprète Lance Addison.
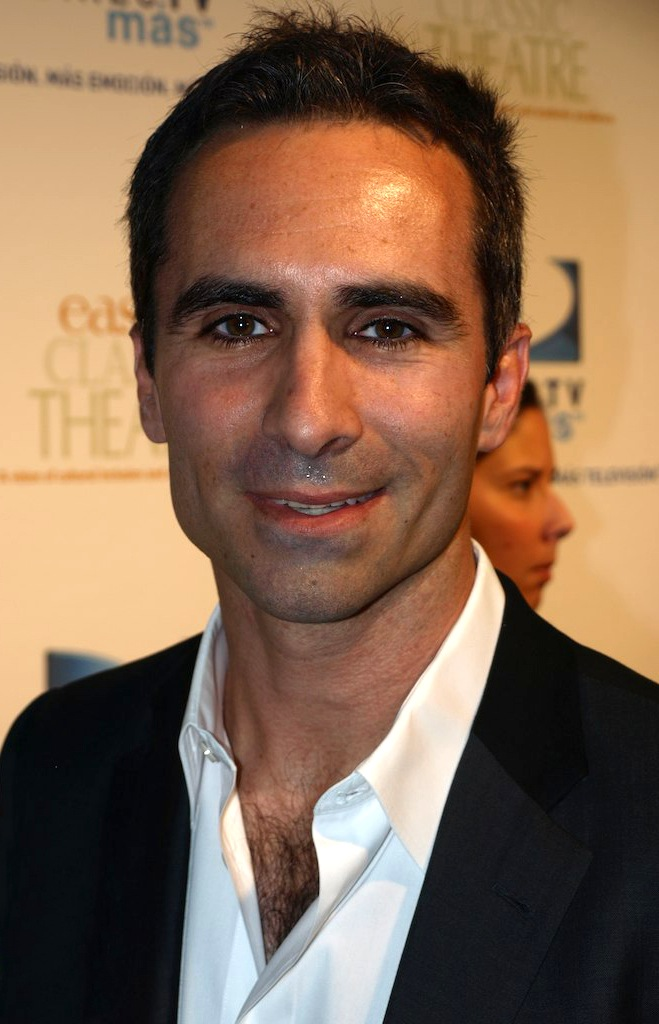
Nestor Carbonell interprète Dr. Kyle Brock.
Hayden Panettiere interprète Stacy.
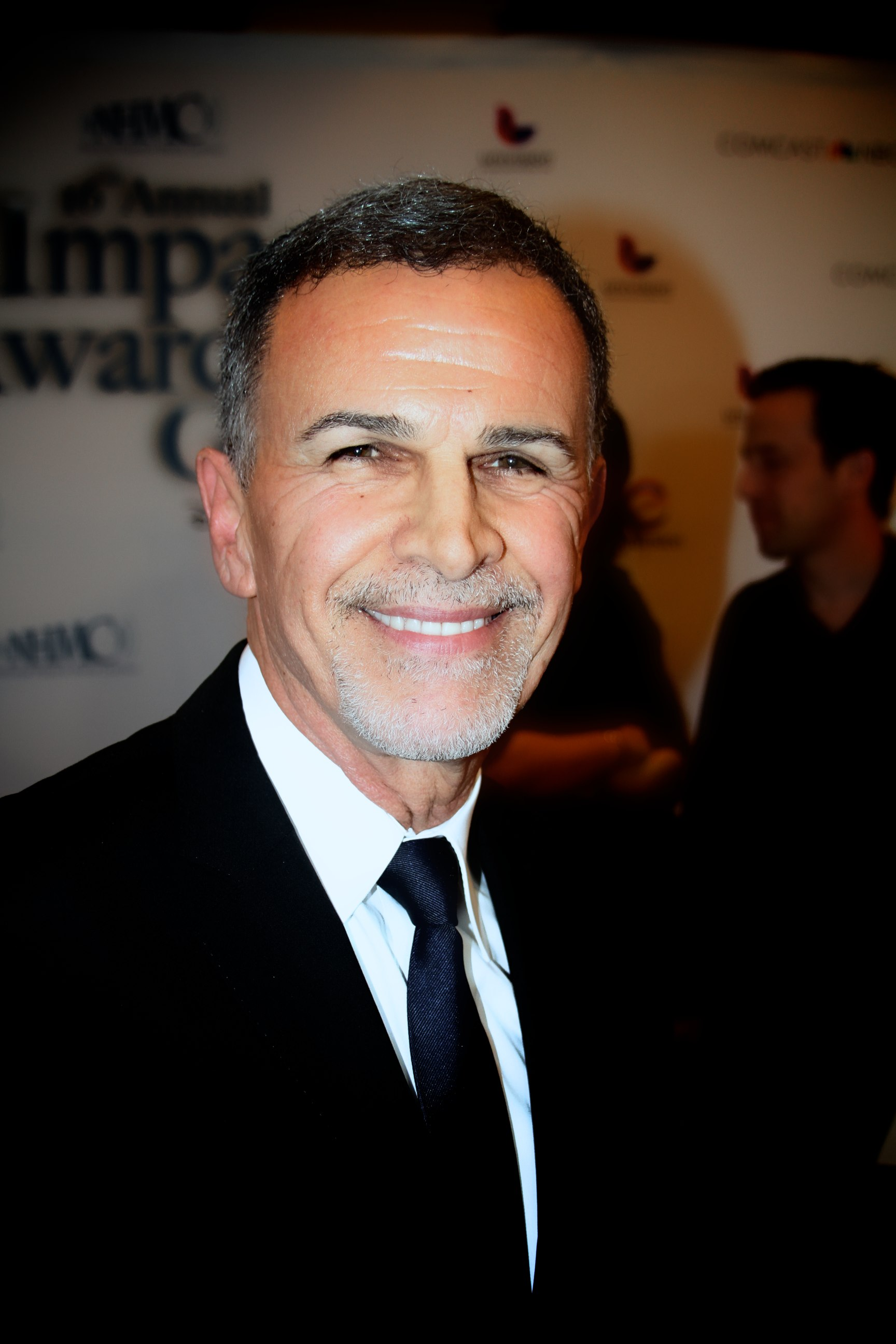
Tony Plana interprète Peter Ragone.

### Acteurs invités
- Ato Essandoh : Manute Obama (1er épisode)
- Ric Young : 4e reporter (1er épisode)
- Gideon Emery : Jared Lyons (épisode 6)
- Kim Hawthorne : Agent Powers (épisodes 6 et 7)
- Glenda Morgan Brown : Abigail Keaton (épisode 7)
- Michael Trevino : Kevin (épisode 8)
- Tzi Ma : Ambassadeur de Chine (épisodes 10 et 11)
- George Cheung : ambassadeur du Japon Nang (épisode 11)
- Tamlyn Tomita : Randy, l'interprète japonaise (épisode 11)
- Ana Ortiz : Isabelle Rios (épisode 12)
- Robert Joy : Frank Devane (épisode 13)
- Jonathan Scarfe : Richard Laughlin (épisode 13)
- Orson Bean : Bill Harrison, amant de Kate Allen (épisode 14)
- Elizabeth Dennehy : Sue Brantley (épisode 14)
- Sam Jaeger : Hall, le partenaire de Vince Taylor (épisode 15)
- Cristine Rose : Alice Marlow (épisode 16)
- Gwynyth Walsh : Jackie Ross (épisode 17)
- Patrick J. Adams : Colin James (épisodes 17 et 18)
- Sarah Clarke : Christine Chambers (épisode 18)
- Joshua Bitton : l'homme membre des audiences (épisode 18)
- Gabriel Olds : Jeremy Dobris (épisode 18)
- Wendy Davis : Karen Patton (épisode 18)

Photos des principaux acteurs invités dans la série
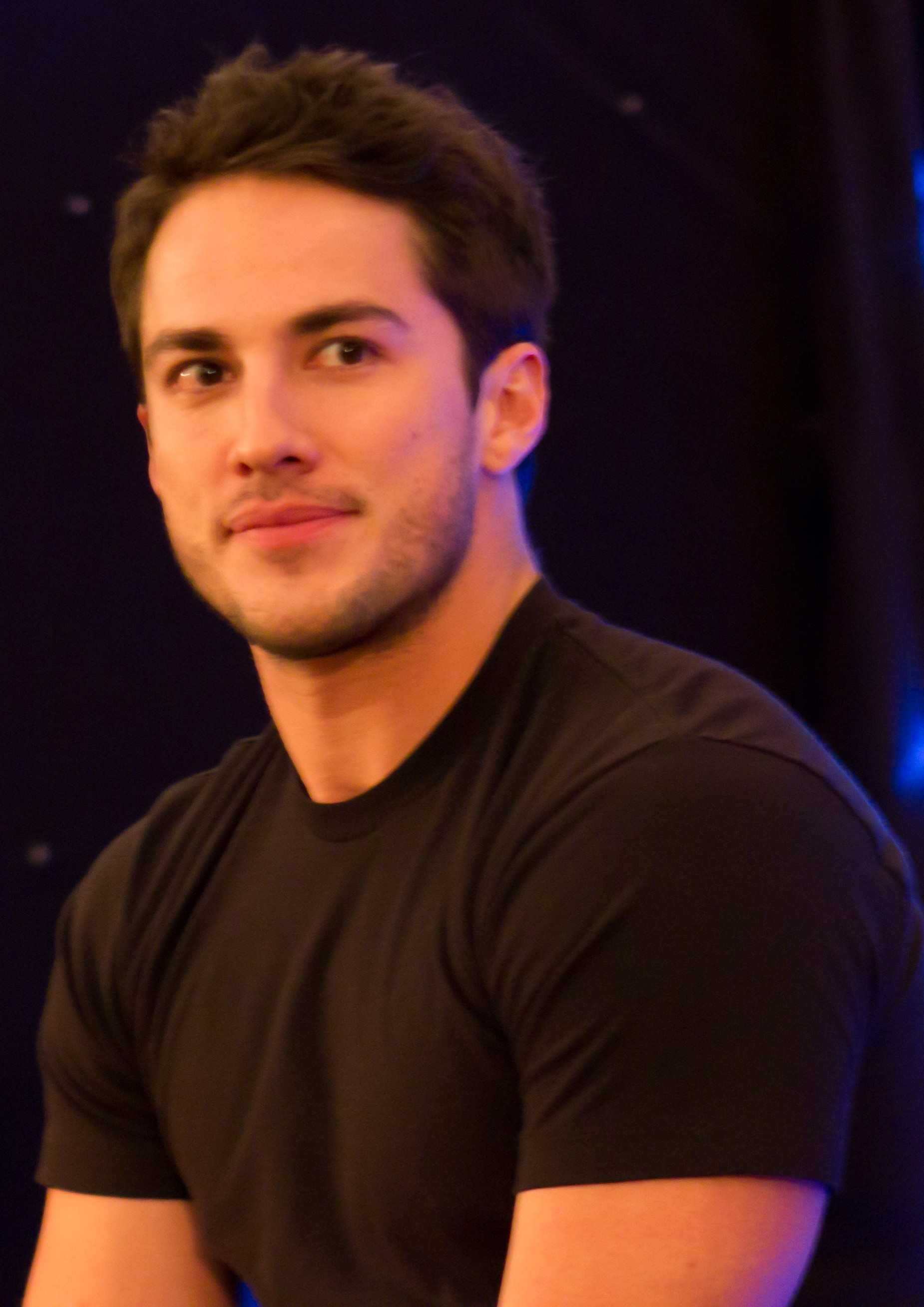
Michael Trevino interprète Kevin.
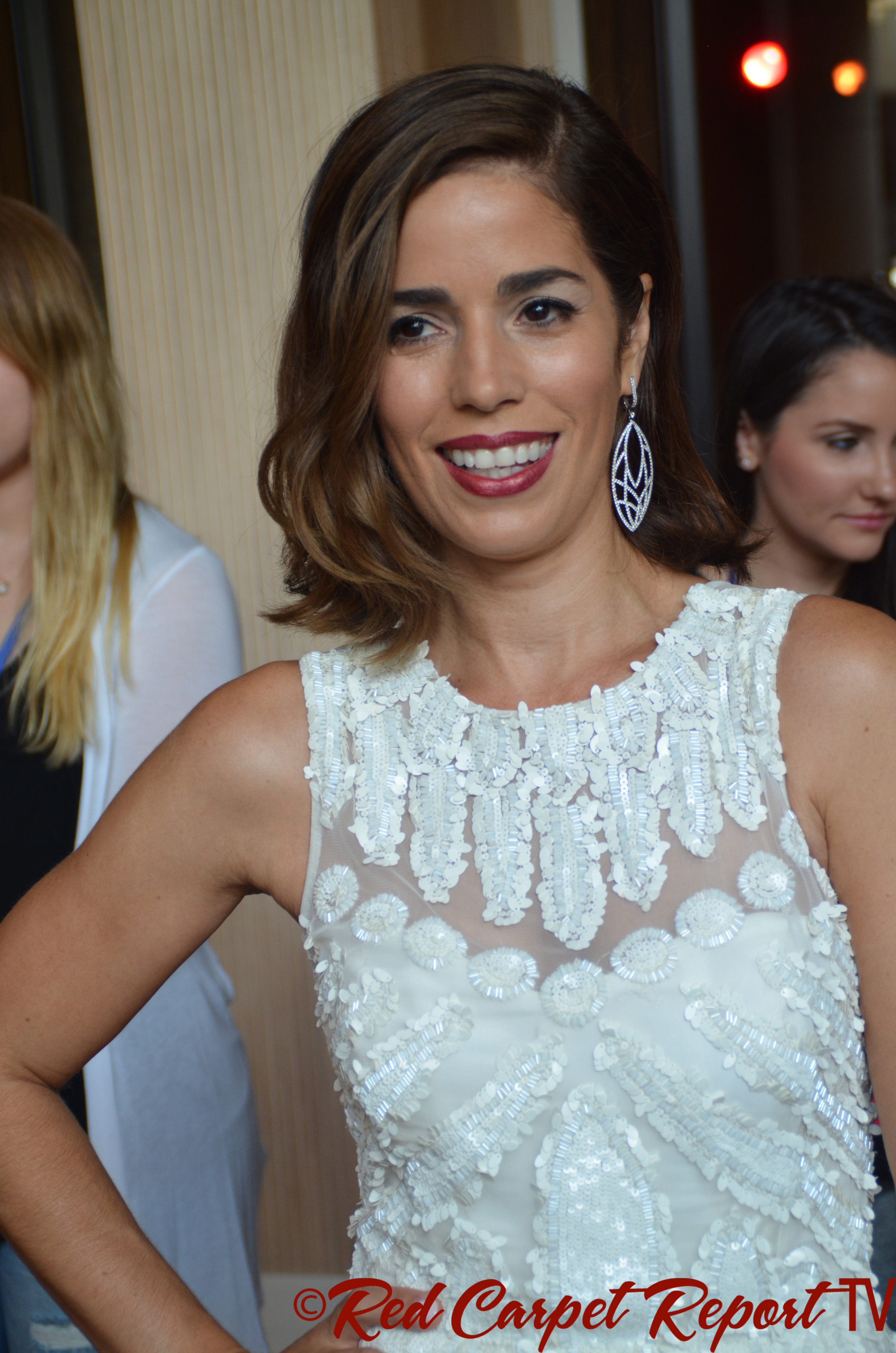
Ana Ortiz interprète Isabelle Rios.
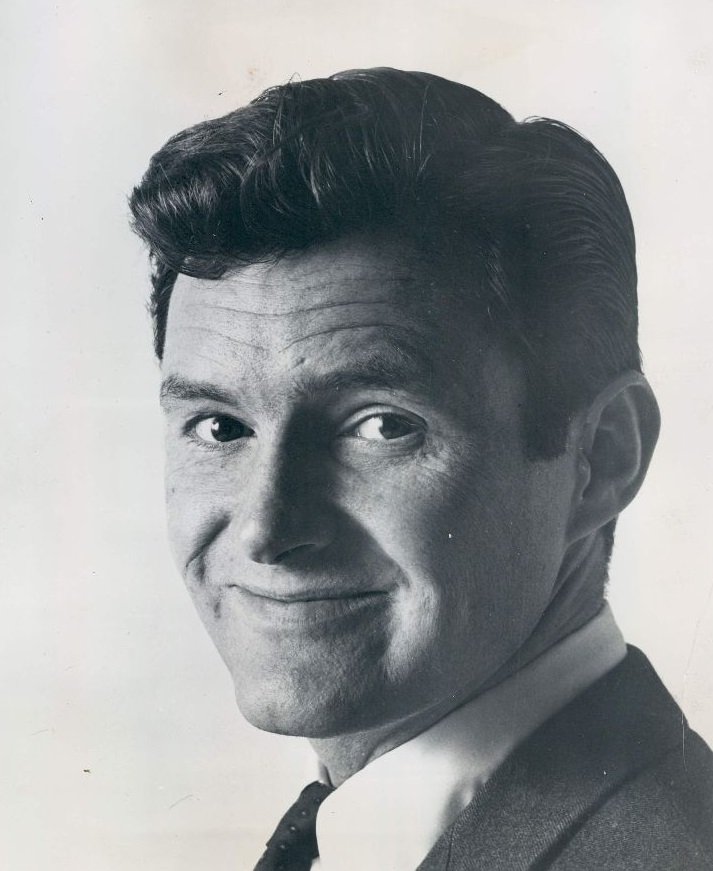
Orson Bean interprète Bill Harrison.
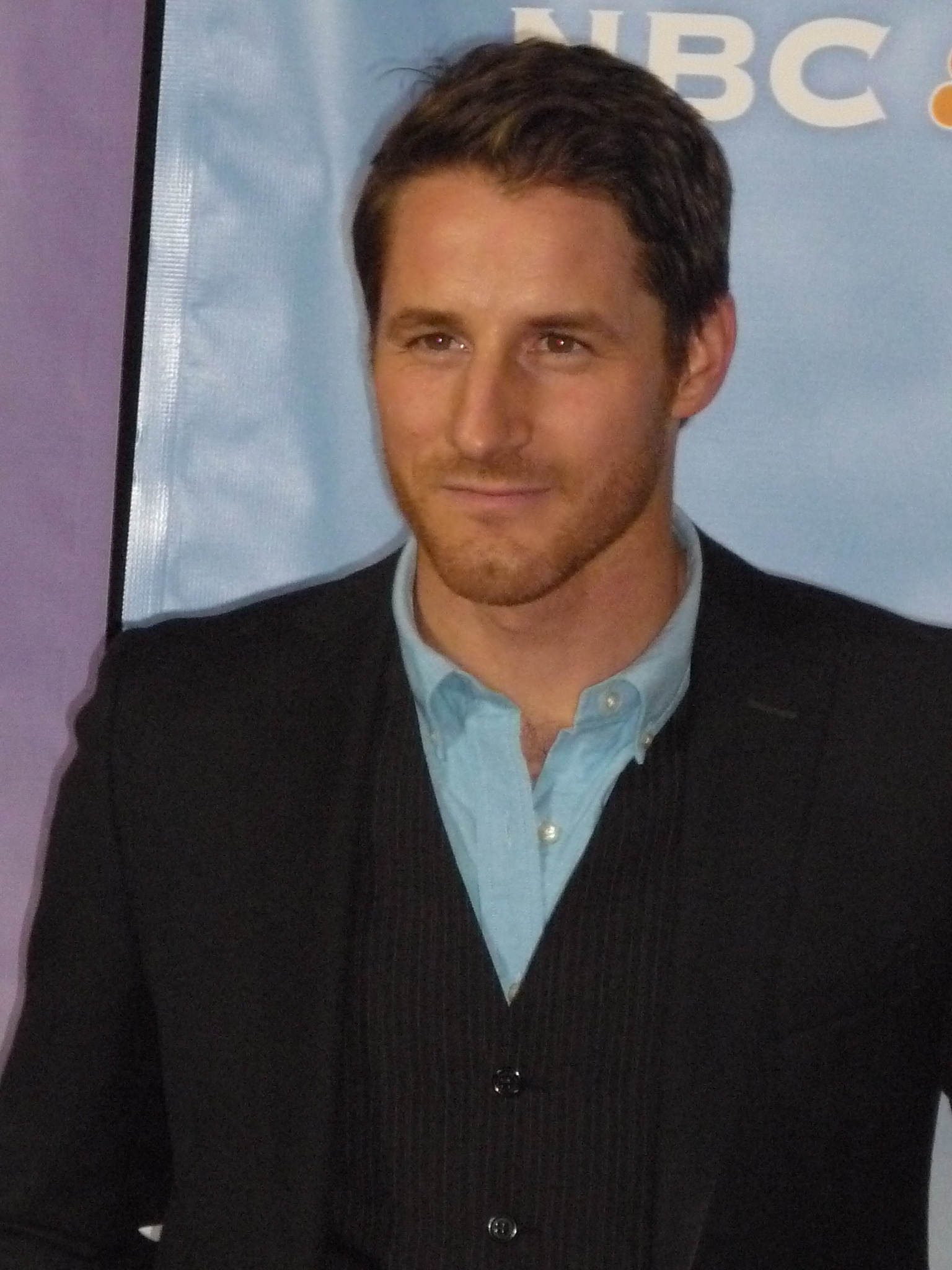
Sam Jaeger interprète Hall.
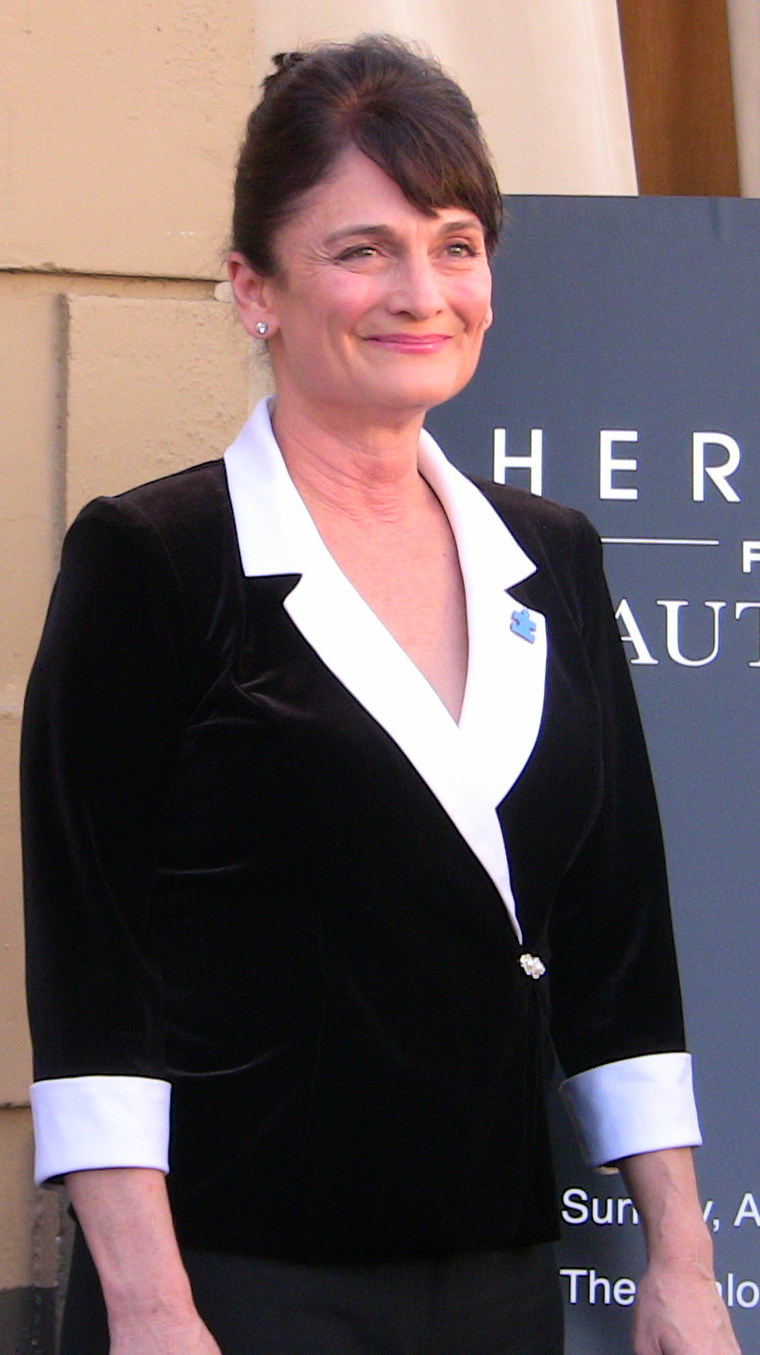
Cristine Rose interprète Alice Marlow.
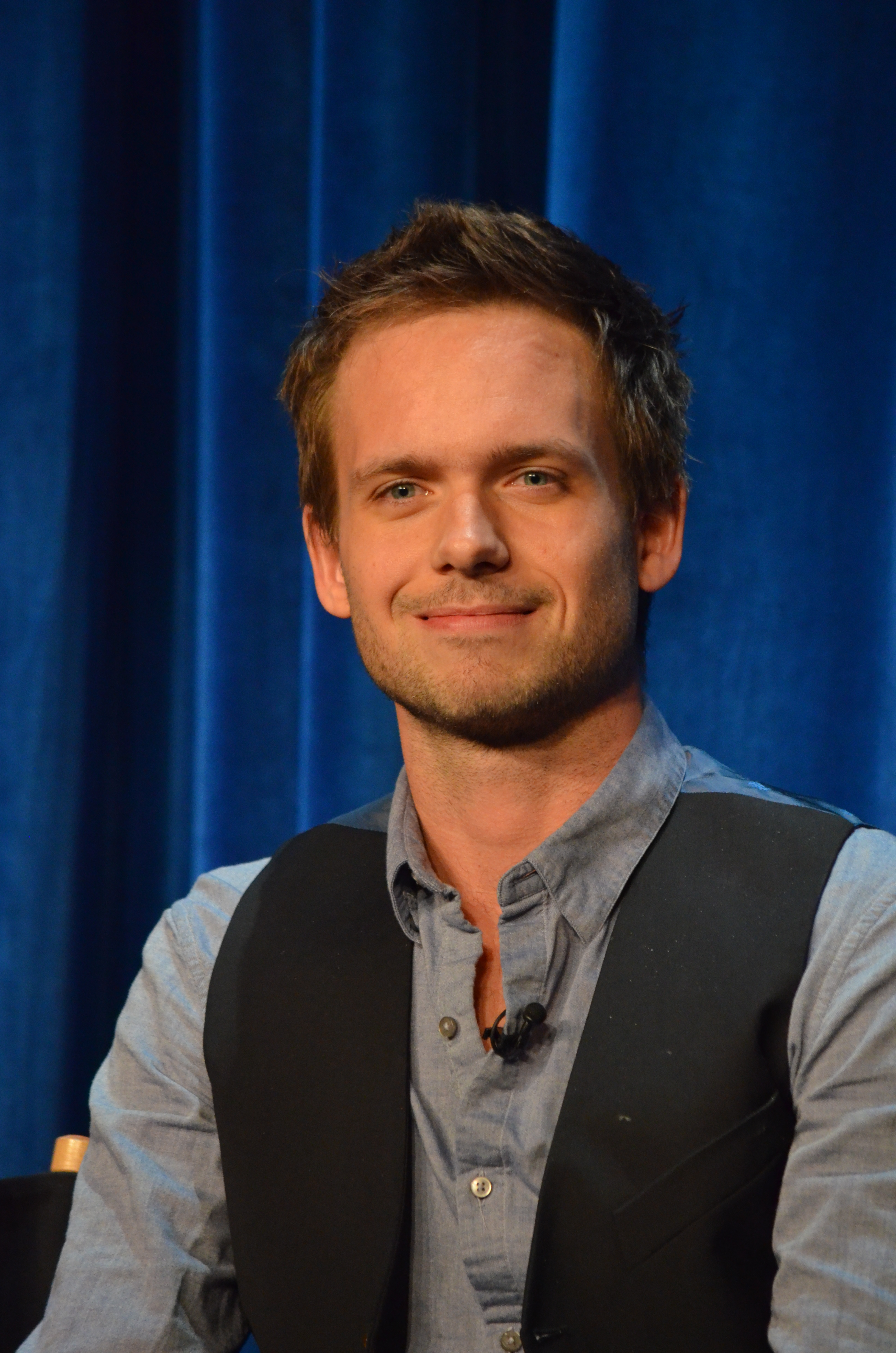
Patrick J. Adams interprète Colin James.
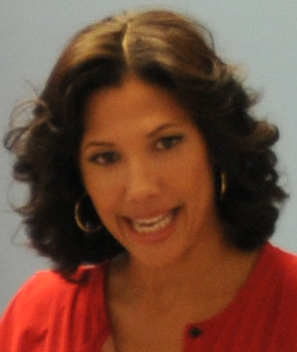
Wendy Davis interprète Karen Patton.

Version française :
- Société de doublage : Dubbing Brothers
- Direction artistique : Perrette Pradier
- Adaptation des dialogues : Christine de Chérisey

 Source et légende : version française (VF) sur RS Doublage, Doublage Séries Database, AlloDoublage 

## Production

### Développement
Selon le créateur de la série, Rod Lurie, le chemin de Commander in Chief a commencé quand sa fille lui a posé la question : « Pourquoi n'y a-t-il pas de femme candidate ? ». Cette question a conduit Lurie à écrire le film nommé aux Oscars Manipulations (The Contender) mettant en vedette Gary Oldman, Joan Allen, et Jeff Bridges. Il a alors imaginé comment cela se passerait si une femme candidate atteignait les plus hautes fonctions à la Maison-Blanche. C'est ainsi que lui est venue l'idée d'écrire une histoire sur la première femme présidente des États-Unis. Rod Lurie explique dans une interview ;

« Commander in Chief est l'une de ces séries qui offre une représentation forte d'une femme au cœur du pouvoir politique et qui n'a pas été créé pour la faire apparaitre comme un simple stéréotype de la femme, mais en tant que leader qui se trouve être une femme, une représentation qui était loin d’être un point de repère dans l'histoire de la télévision, et devrait rester dans les mémoires comme une série qui est une étape importante vers un avenir où l'égalité entre les sexes comprend même dans les plus hautes fonctions des États-Unis [...] »

— Rod Lurie
.
Lurie rédige le scénario et propose l'idée à Touchstone Television, qui a compris le potentiel commercial de la série. Le scénario est alors acheté par Touchstone Television qui donne le feu vert pour que la série soit développée.
Le projet a été présenté à ABC en janvier 2005, qui a commandé l'épisode pilote.
En avril 2005, le réseau ABC annonce officiellement après le visionnage du pilote, la commande d'une saison complète. La série se voit attribuer cinq jours plus tard la case horaire du mardi à 21 h pour la rentrée 2005.
Le 2 mai 2006, la chaîne ABC annonce que la série est annulée, et ne sera pas renouvelée pour une deuxième saison à la suite des mauvaises audiences,

### Distribution
Les rôles principaux ont été attribués dans cet ordre : Geena Davis, Donald Sutherland, Ever Carradine, Caitlin Wachs, Harry Lennix, Kyle Secor, Matt Lanter.
Le 22 juillet 2005, l'actrice Natasha Henstridge est annoncée pour intégrait le casting dans le rôle de la directrice de cabinet de Nathan Templeton,.
Le 24 octobre 2005, il est confirmé que Mark-Paul Gosselaar rejoint la distribution pour le rôle de Richard MacDonald, directeur de la communication et de la stratégie,.
Le 1er novembre 2005, Polly Bergen (qui jouera dans la série Desperate Housewives) intègre le casting pour interpréter Kate Allen, la mère de la présidente à partir de l'épisode 9 : Cas de conscience,. Polly Bergen avait d'ailleurs elle-même joué le rôle de la première femme présidente des États-Unis dans le film Kisses for My President (Baisers pour mon président) de Curtis Bernhardt en 1964. Comme dans Commander in Chief, le mari de la présidente avait du mal à remplir la tâche de Premier Gentleman.
Parmi les acteurs récurrents ou invités : Peter Coyote, Bruce Boxleitner, Nestor Carbonell, Samantha Eggar, Dale Dye, Julie Ann Emery, Mary Page Keller et Hayden Panettiere ainsi que Matt Barr connu pour avoir joué dans les séries  comme Medium, Bones, ou encore dans Les Frères Scott.
Orson Bean (jouant également dans Desperate Housewives) fait une apparition dans un des épisodes en tant que nouveau compagnon de Kate Allen (Polly Bergen).
Sarah Clarke qui jouera par la suite dans la saga Twilight en incarnant Renée Dwyer, la mère de Bella, a obtenu le rôle secondaire de Christine Chambers dans l'épisode final : Le Dernier Combat.

### Lieux de tournage
Bien que l'action de la série se déroule principalement à Washington., la série est tournée à Los Angeles en Californie aux États-Unis mais aussi à d'autres endroits : 
- City Hall, dans le quartier d'affaires de Downtown Los Angeles en Californie aux États-Unis
- Stade de baseball d'Oriole Park at Camden Yards dans la ville de Baltimore dans l'État du Maryland aux États-Unis
- Raleigh Studios à Hollywood en Californie aux États-Unis
- Université de Richmond dans la ville de Richmond, en Virginie aux États-Unis
- Washington aux États-Unis
- Bibliothèque Huntington à San Marino en Californie aux États-Unis
- Vermont Avenue à Los Angeles en Californie aux États-Unis

### Générique
Mackenzie's Theme est le principal thème musical qui compose le générique de Commander in Chief.
Le générique de la série dispose de deux versions différente,.
La première a été utilisée pour les sept premiers épisodes, jusqu'à ce que Steven Bochco remplace Rod Lurie en tant que producteur exécutif en chef et showerunner. Disposant d'un nouveau désigne, la deuxième version apparait à partir de l'épisode huit jusqu'à la season finale.

## Bande originale

### Musiques originales de la série
Les thèmes musicaux de Commander in Chief ont été composées et orchestré par le compositeur américain Larry Groupé (en). Lauréat de 3 Emmy Awards, il avait déjà collaboré avec le créateur de la série Rod Lurie sur les films Situation critique et Manipulations.
ABC Studio a annoncé le 28 avril 2006 la sortie de l'album de la bande original intitulé Commander in Chief Original Television Soundtrack  composés des 20 titres de l’unique saison de la série. Actuellement, quarte pistes sont disponibles sur la plate-forme musicale SoundCloud.

### Original Television Soundtrack
| No  | Titre                           | Durée |
| --- | ------------------------------- | ----- |
| 1.  | Mackenzie's Theme               | 1:48  |
| 2.  | Asked To Resign                 | 2:00  |
| 3.  | Sabotage                        | 2:49  |
| 4.  | Templeton's Agenda              | 2:33  |
| 5.  | Def Con 3                       | 1:25  |
| 6.  | Reflecting On Former Presidents | 2:24  |
| 7.  | Submarine Threatened            | 2:44  |
| 8.  | The Speech                      | 3:47  |
| 9.  | Korean Strategies               | 3:11  |
| 10. | Weighty Decision                | 3:25  |
| 11. | The Hostages                    | 2:42  |
| 12. | Camden Yards                    | 1:23  |
| 13. | A Very Good Day                 | 2:10  |
| 14. | The Situation Room              | 2:02  |
| 15. | Duran's Agreement               | 1:13  |
| 16. | War On Drugs                    | 1:38  |
| 17. | Homecoming                      | 3:00  |
| 18. | Main Title 1                    | 1:38  |
| 19. | Main Title 2                    | 1:31  |
| 20. | End Credits                     | 0:32  |

## Épisodes
| Saison | Début de diffusion | Fin de diffusion | Année       | Classement | Téléspectateurs (en millions)                        |
| ------ | ------------------ | ---------------- | ----------- | ---------- | ---------------------------------------------------- |
| /      | 27 septembre 2005  | 14 juin 2006     | 2005 à 2006 | no 48      | 11,6 millions téléspectateurs en moyenne par épisode |

1. En route pour la Maison-Blanche (Pilot)
2. Le Choix des armes (First Choice)
3. Première frappe (First Strike)
4. Guerre froide (First Dance)
5. Le Revers de la médaille (First... Do No Harm)
6. Marée noire (First Disaster)
7. Une présidence volée (First Scandal)
8. Les Fantômes du passé (Rubie Dubidoux and the Brown Bound Express)
9. Cas de conscience (The Mom Who Came to Dinner)
10. Dangereuse Alliance [1/2] (Sub Enchanted Evening)
11. Dangereuse Alliance [2/2] (No Nukes is Good Nukes)
12. Air Force One (Wind Beneath My Wing)
13. L'État de l'Union (State of the Unions)
14. Le Prix à payer (The Price You Pay)
15. Ces liens qui nous unissent (Ties That Bind)
16. Le Loup dans la bergerie (The Elephant in the Room)
17. L'Art de la politique (Happy Birthday, Madam President)
18. Le Dernier Combat (Unfinished Business)

Une deuxième saison a été un temps envisagée, mais elle ne verra finalement jamais le jour.

## Univers de la série

### Personnages principaux
- Mackenzie « Mac » Spencer Allen – (Geena Davis) (épisodes 1 à 18)

Mackenzie Allen est la vice-présidente puis la présidente des États-Unis. Épouse et mère de famille comblée sans étiquette politique. Ex-procureure ayant passé quatre ans au Congrès en tant que représentante du Connecticut, présidente de l’université de Richmond, avant d’être sollicitée par Teddy Bridges pour le soutenir dans sa candidature à l’élection présidentielle en lui proposant le poste de vice-présidente. Une fois l'élection remportée par Bridges, elle devient alors vice-présidente du pays. Mais Mackenzie devient populaire, ce qui dérange le président. Tout bascule quand Mac apprend lors d'une mission diplomatique en France que le président Bridges est victime d'un accident vasculaire cérébral, et ne peut plus assumer ses fonctions. Choquée par la nouvelle, on lui conseille même de démissionner pour laisser la place à Nathan Templeton, président de la Chambre des représentants. Même si elle n'a jamais été en position de devenir un jour présidente, Mackenzie est partagée. Le président lui-même demande sa démission, ainsi que son propre Parti qui ne souhaite pas la voir dans le Bureau ovale. Tout s’accélère lorsque le décès de Bridges propulse Mackenzie Allen présidente des États-Unis. Soutenue par son mari Rod, elle décide contre l'avis de son entourage de ne pas céder aux pressions et invoque le 25e amendement comme la loi l'y autorise. Elle devient ainsi la première femme présidente de États-Unis. Mariée à Rod Calloway, son chef de cabinet, elle a trois enfants, 2 jumeaux de 16 ans, Horace et Rebecca et une fille de 6 ans, Amy. Mackenzie est régulièrement en conflit avec sa fille Rebecca, qui ne partage pas les mêmes opinions politiques que sa mère. Au cours de son nouveau mandat, elle conservera une partie de l’administration du président décédé, et nommera Jim Gardner comme son nouveau Chef de cabinet, puis un an plus tard lui propose la vice-présidence. Elle devra régulièrement affronter son ennemi juré, Nathan Templeton qui va tout tenter pour renverser son Parti, et mettra souvent la présidente devant le fait accompli. Elle exige que ses enfants soient protégés, et tenus totalement à l'écart du monde politique, ce qui s’avère par la suite impossible. Elle devra prouver qu'elle est faite pour ce job, et surmonter les nombreux défis qui l'attende.
- Nathan Templeton – (Donald Sutherland) (épisodes 1 à 18)

Nathan Templeton et le président de la Chambre des représentants, et représentant de la Floride. Ami et collaborateur du Président Teddy Bridges, il est le successeur que Bridges a réclamé sur son lit d’hôpital. Mais c’était sans compter sur la détermination de Mackenzie Allen à défendre sa place et à assumer le rôle de première présidente. Templeton, qui a passé sa vie dans la politique, a toujours eu comme but de devenir un jour président, ne s'imagine pas qu'une simple femme à l'étiquette indépendante puisse lui prendre sa place. C'est alors que commence une "guerre" entre lui et la présidente. Homme de stratégie, et manipulateur, il n’hésitera pas à utiliser les moindres faux-pas de Mackenzie pour s'en servir contre elle, et utilise tous les moyens pour la déstabiliser. Avec l'aide de son chef de cabinet, Jayne Murray, il retournera contre elle certains membres de son gouvernement. Au cours de la série, Templeton devient plus reconnaissant envers Mac, il se rendra compte au fur et à mesure qu'il l'a sous-estimée, et que Mackenzie et bien plus difficile à battre qu'il ne le pensait. De plus, il la considère comme une grande adversaire qu'il cite comme « une sacrée emmerdeuse » et décidera même de se présenter contre elle comme candidat républicain lors des prochaines élections présidentielles. Nathan est marié à Sara Templeton, qui la soutient dans tout ce qu'il entreprend.
- Jim Gardner – (Harry Lennix) (épisodes 1 à 18)

Gardner, afro-américain, ancien chef de cabinet du président Bridges, continue d’exercer son poste avec la confiance de la Présidente. L’ambiance est tendue entre Jim et le Premier Gentleman qui considère que cette fonction de chef de cabinet devait lui revenir. Proche du président Bridges, il aura beaucoup de mal à se remettre de son décès. Il conseille à Mackenzie Allen de démissionner et préfère voir Nathan Templton devenir son successeur. Dans le premier épisode, Jim n’apprécie pas la présidente et la façon dont elle gère cette crise. Mais il sera surpris quand cette dernière lui proposera de rester au sein de la Maison-Blanche, et de devenir son nouveau chef de cabinet à la place de son mari. Au fil de la série, les deux personnages apprendront à s'apprécier et à se faire confiance. Ensemble, ils réussiront à résoudre bon nombre de crises et surtout à éviter les pièges tendus par Templeton. À la fin de la première saison, Mackenzie lui proposera de devenir son vice-président après la démission du Général Warren Keaton, ce qu'il acceptera après réflexions. Jim Gardner a une liaison assez compliquée avec Jayne Murray, chef de cabinet de Templeton. Ils décideront d'y mettre un terme après plus d'un an de fréquentation.
- Rod Calloway – (Kyle Secor) (épisodes 1 à 18)

Mari et chef de cabinet de Mackenzie Allen, il est le père de Horace, Rebecca et Amy. Il soutient Mackenzie d'une main de fer, et l’encourage à devenir présidente. Quand Mac accepte d'assurer le poste, elle prendra Gardner comme son nouveau chef de cabinet, ce que Rod aura du mal à accepter. Une rivalité s’installe entre les deux hommes, mais ils arriveront à oublier leurs différends. Rod Galloway a aussi du mal à assumer le fait d’être le tout premier "Premier Gentleman des États-Unis" et sera la cible de moqueries des médias. Il emménage dans l'aile Est de la Maison-Blanche dans un bureau très féminin qu'il redécore à son goût. Très occupé pas sa nouvelle fonction, il ne veut pas être seulement le mari de la présidente, il veut faire partie de son administration ce qui provoque des tensions dans leur couple. Il est régulièrement remis à sa place pas Jim Gardner. Après avoir été pendant un temps intégré à l'équipe présidentielle en tant que responsable du planning, il reprendra son rôle de Premier Gentleman afin que Mackenzie ne soit pas accusée d'être inféodée à son mari.
- Kelly Ludlow – (Ever Carradine) (épisodes 1 à 18)

Kelly, jeune femme talentueuse, est directrice de la communication et rédactrice des discours pour la vice-présidente Allen. Lorsque cette dernière devient la présidente des États-Unis, Kelly est promue au rang de porte-parole de la Maison-Blanche après la démission de Richardson. Malgré son manque d'expérience dans ce domaine elle prendra confiance en elle, et se révèlera particulièrement apte dans ce rôle. Kelly, célibataire sans attache connue, a cependant eu une liaison avec Jeremy Dobris, qu'elle connait depuis 8 ans. Elle est notamment proche de son ami et collègue Vince Taylor. Elle aide aussi régulièrement Horace pour ses devoirs.
- Richard « Dickie » McDonald – (Mark-Paul Gosselaar) (épisodes 9 à 18)

Dickie est un jeune conseiller en campagnes et stratégie politique dans l'administration de Mac engagé par Rod Calloway, ce qui agace Jim Gardner qui n'en avait pas été averti. Richard irrite souvent les cadres supérieurs en se concentrant uniquement sur les résultats politiques de situations personnelles, mais il déclare toujours le faire dans le but d'une réélection de la présidente. Il reçoit plusieurs avertissements de la part de la présidente, qui finit par le renvoyer. Dickie va alors retourner sa veste et décide de rejoindre le camp adversaire de Nathan Templeton.
- Horace, Rebecca et Amy Calloway – (Matt Lanter), (Caitlin Wachs) et (Jasmine Jessica Anthony) (épisodes 1 à 18)

Les enfants de Mackenzie Allen et de Rod Calloway. Horace, 16 ans est l’aîné, ayant quatre minutes de plus que sa jumelle, Rebecca, et la cadette, Amy, a 6 ans. Rebecca est la rebelle de la famille, souvent en conflit avec sa mère et son frère Horace. Elle est aussi en désaccord sur le choix de sa mère d'assumer la présidence et a des opinions politiques plus conservatrices. Horace lui est plus favorable. Il flashe sur Stacy, la meilleure amie de sa sœur Rebecca.
- Kate Allen – (Polly Bergen) (épisodes 9 à 18)

La mère de Mackenzie. Après que sa fille lui a demandé de rester vivre avec qu'eux, elle accepte d’emménager à la Résidence Présidentielle. Elle devient l’hôtesse de la Maison-Blanche, et s'occupe d'Horace, Rebecca et Amy durant l'absence de leurs parents très occupés par leurs fonctions. Kate est une grand-mère attentive qui adore ses petites-enfants et veut être auprès d'eux à chaque instant. Lorsqu'elle se retrouve seule ou qu'elle a un peu de temps, Kate se met à cuisiner, lit des magazines, ou regarde les informations télévisées. Depuis 1 an elle est en couple avec Bill Harrison. Ce dernier, dont la femme est dans le coma depuis 8 ans a trouvé du réconfort auprès de Kate. Elle révélera cette relation à sa fille Mac dans l’épisode 14.
- Jayne Murray – (Natasha Henstridge) (épisodes 2 à 18)

Jayne Murray est la cheffe de cabinet et bras droit de Nathan Templeton. Elle sort avec Jim Gardner, mais celui-ci décide de rompre afin de ne pas se trouver en position de conflits d'intérêts. Ils resteront toutefois proches.
Renvoyée temporairement par Templeton après qu'elle a révélé des informations à Gardner, le président de la Chambre finira très vite par la convaincre de revenir.

### Personnages récurrents
- Theodore Roosevelt  « Teddy » Bridges – (Will Lyman)  (épisodes 1, 3 et 7)

Teddy Bridges est le président des États-Unis d’Amérique au début de la série. Ancien gouverneur de Californie et ancien vice-président des États-Unis, il est à la tête d'un gouvernement Républicain. Durant sa campagne présidentielle, il sollicite une jeune femme, Mackenzie Allen, sans parti politique et indépendante pour devenir sa vice-présidente. Stratégiquement, grâce à Mackenzie, il espère attirer le vote des femmes. Mais une fois l'élection remportée, Mackenzie Allen devient gênante pour la suite de son mandat, de plus elle n'est pas très appréciée au sein du gouvernement. Alors qu'il monte une stratégie avec Nathan Templeton contre Mackenzie, il est soudain frappé par un accident vasculaire cérébral, environ deux ans après son élection. Il meurt peu de temps après à l’hôpital National Naval Médical Center à Bethesda. Avant de mourir, le président Bridges avait demandé à Mackenzie de démissionner afin de laisser sa place a Templeton, ce que Mac ne fera pas.
- Général Warren Keaton – (Peter Coyote) (épisodes 2, 3, 7, 9, 10, 14 et 15)

Général à la retraite, il est le vice-président choisi pas Mackenzie Allen qu'elle considère comme le meilleur pour ce job. Keaton a été candidat à ce poste dans le ticket démocrate lors de la dernière élection présidentielle, face à Mackenzie Allen, mais ils furent donc battus par le ticket Bridges-Allen. Elle le décrit comme "un homme qui a mené une guerre sans faire de victimes". Après quelques mois à la vice-présidence, il prend la décision de démissionner pour rester auprès de sa femme, Abigail Keaton atteinte d'un cancer.
- Vince Taylor – (Anthony Azizi) (épisodes 1 à 18)

Vince Taylor est l'assistant de la présidente Allen. Vince est homosexuel, en couple avec son compagnon Hall. Mais lorsque Nathan Templeton apprend que Vince Taylor est séropositif il souhaite donc exploiter ces informations pour embarrasser la présidente. Mais à la suite d'une confrontation dans le Bureau ovale, avec la présidente, Templeton s'engage à ne rien révéler sur la vie privée de son assistant. Plus tard, pendant sa conférence de presse, avec Vince à ses côtés, Mackenzie révèle finalement qu'il est séropositif afin d'envoyer un message fort au peuple américain, à savoir que les personnes malades peuvent tout à fait travailler normalement et être productif, être comme tout le monde. Dans l'épisode 15, Vince annonce qu'il va se marier avec son partenaire ce qui crée quelques tensions dans l'aile Ouest de la Maison-Blanche.
- Grace Bridges – (Mary Page Keller) (épisodes 1 à 4)

Ancienne première dame des États-Unis, épouse du défunt président Teddy Bridges. Elle a un fils âgé 6 ans, Tommy Bridges. Elle restera vivre quelque temps à la Maison-Blanche, mais aura l'inélégance d'abuser de l'hospitalité de la présidente. Grace décide de tourner la page en aménageant ailleurs avec son fils.
- Mélanie Blackston – (Leslie Hope) (épisodes 1, 3, 5 et 14)

Mélanie Blackston, procureure générale, c'est-à-dire Secrétaire à la Justice, dans l'administration de Bridges puis dans celle d'Allen. Elle est mise à pied par la présidente Allen après avoir ignoré son ordre de ne pas torturer un détenu terroriste. Elle réapparaît dans l’épisode 14 lors d'une émission de télévision où elle attaque la présidente en direct en affirmant que Mackenzie est trop indulgente envers le crime et les terroristes et qu'elle préfère s’entourer personnes qui ont peu d’expérience.
- Carl Brantley – (Adam Arkin) (épisodes 14 et 15)

Ancien procureur général du Connecticut, Carl Brantley est candidat au poste de Procurent général (ministre de la Justice). Vieil ami de Mackenzie, il est nommé pour remplacer Mélanie Blackston.

## Diffusion et accueil

### Audience

#### Aux États-Unis
Aux États-Unis, la série était très attendue par le public avant sa première diffusion. Le 27 septembre 2005, ABC diffuse l’épisode pilote qui a enregistré un véritable raz de marée sur l'audience en rassemblant plus de 16 millions de téléspectateurs. Le succès se confirme la semaine suivante avec le deuxième épisode qui rassemble 16,8 millions d’Américains. Le record d'audience de la série est d'ailleurs détenu par l'épisode 2 : Le Choix des armes (First Choice). Mais au fil des diffusions, la série voit son audience faire une chute vertigineuse. Seulement 5,37 millions d'Américains sont au rendez-vous pour l'épisode 16, Le Loup dans la bergerie (The Elephant in the Room). La chute se confirme quand l' épisode 17 enregistre le pire score d'audience de la série avec seulement 5,31 millions de téléspectateurs. Peu de temps après, la série est retirée de l'antenne après une unique saison de dix-huit épisodes qui réunit en moyenne 11,6 millions de téléspectateurs,.

#### En France
En France, Commander in Chief avait été annoncée comme un événement sur M6 qui a décidé de programmer la série télévisée après le final de Charmed, après 8 saisons. La série est diffusée à partir du 2 décembre 2006,,. Le premier épisode rassemble 2,86 millions de Français pour 12,5 % de part de marché, un score décevant pour le lancement d'une nouvelle série. 45 minutes plus tard, le second épisode a perdu près de 200 000 téléspectateurs. La semaine suivante, chaque épisode diffusé perd plus de 100 000 téléspectateurs. Pour l'épisode 7 : Une présidence volée, 2,3 millions de téléspectateurs sont présents, soit 10,4 % de parts de marché. Le dernier épisode de la soirée est suivi par 2,13 millions de personnes, soit 12 % de part de marché. Constatant la baisse des audiences, la chaîne retire la série de ses programmes et diffuse les six épisodes restant sur la chaîne Téva entre le 29 décembre 2006 et le 9 janvier 2007,. Cependant, M6 continue à proposer la série en replay et téléchargement chaque semaine sur son site internet m6vidéo remplacé par 6play.

##### Rediffusion
Malgré l'échec d'audience, M6 donna une nouvelle chance à la série en rediffusant à partir du 2 novembre 2008, trois épisodes de Commander in Chief chaque dimanche à 13 h 25.

### Réception critique
- Metacritic  :

« À la Maison-Blanche était plus vive, originale et plus fascinante que Commander in Chief. Mais Geena Davis et impressionnante et la torsion de genre du Bureau ovale est en effet rafraîchissant. »

- Allociné  :

« Une série simpliste sans prise de tête et débordante de bons sentiments [...]. »

- Télérama  :

« Le scénario des épisodes se maintient en équilibre malgré une realité Americanisée. »

### Diffusion par pays
| Pays / Région     | Date de première diffusion | Titre (traduction)                                         | Chaîne                                       |
| ----------------- | -------------------------- | ---------------------------------------------------------- | -------------------------------------------- |
| Afrique du Sud    |                            |                                                            | SABC 2                                       |
| Allemagne         | 15 août 2006               | Welcome, Mrs. President (Bienvenue, Mme la Présidente)     | Sat.1                                        |
| Amérique latine   |                            |                                                            | Sony Entertainment Television                |
| Asie              |                            |                                                            | Star World et Hallmark Channel               |
| Australie         |                            | Commander in Chief                                         | Seven Network puis 7TWO                      |
| Belgique          |                            |                                                            | Fox Life                                     |
| Brésil            | 7 novembre 2005            |                                                            |                                              |
| Bulgarie          |                            | Главнокомандващ                                            | Fox Life                                     |
| Canada            |                            |                                                            | CTV et Historia                              |
| Corée du Sud      |                            |                                                            | KBS                                          |
| Danemark          |                            |                                                            | TV 2                                         |
| Espagne           |                            | Señora Presidenta (Mme la Presidente)                      | Investigation Discovery et laSexta           |
| Estonie           |                            |                                                            | Fox Life                                     |
| États-Unis        | 27 septembre 2005          | Commander in Chief                                         | ABC                                          |
| Finlande          | 19 février 2006            | Commander in Chief                                         | Nelonen                                      |
| France            | 2 décembre 2006            | Commander in Chief                                         | M6 puis Téva                                 |
| Hong Kong         |                            | 最高統帥 (Commander in Chief)                              | ATV World                                    |
| Hongrie           | 27 janvier 2008            | Az elnöknő (Mme la Présidente)                             | Viasat 3                                     |
| Inde              |                            |                                                            | Star World                                   |
| Indonésie         |                            |                                                            | MetroTV                                      |
| Irlande           |                            |                                                            | RTÉ One                                      |
| Israël            |                            | Gvirti Hanasie (Madame la Présidente)                      | Yes Stars                                    |
| Italie            | 7 juillet 2006             | Una donna alla Casa Bianca (Une femme à la Maison-Blanche) | Rai Uno, Fox Life puis Diva Universal Italia |
| Japon             | 10 février 2011            | マダムプレジデント                                         | Fox Life                                     |
| Kenya             |                            |                                                            | NTV                                          |
| Lettonie          |                            |                                                            | Fox Life                                     |
| Lituanie          |                            |                                                            | Fox Life                                     |
| Malaisie          |                            |                                                            | 8TV                                          |
| Moyen-Orient      |                            |                                                            | Showtime Arabia et MBC 4                     |
| Norvège           |                            |                                                            | TVNorge                                      |
| Nouvelle-Zélande  |                            | Commander in Chief                                         | TV2                                          |
| Pakistan          | 12 octobre 2007            |                                                            | STAR World                                   |
| Pays-Bas          |                            |                                                            | Fox Life                                     |
| Philippines       |                            |                                                            | Star World                                   |
| Pologne           |                            | Pani prezydent (Madame la Presidente)                      | TVP 1                                        |
| Portugal          |                            | Senhora Presidente (Mme la Presidente)                     | SIC                                          |
| Royaume-Uni       |                            | Commander in Chief                                         | ABC1, More4 puis Channel 4 et E4             |
| Russie            |                            |                                                            | Fox Life                                     |
| Serbie            |                            | Predsednica (Mme la Presidente)                            | RTS2                                         |
| Singapour         |                            | Commander in Chief                                         | MediaCorp Channel 5                          |
| Slovénie          |                            | Gospa predsednica (Mrs. President)                         | POP TV                                       |
| Suède             | 9 janvier 2006             | Commander in Chief                                         | TV4                                          |
| Suisse            |                            | Welcome, Mrs. President (Bienvenue, Mme la présidente)     | SRF Zwei                                     |
| Taïwan            |                            | 白宮女總統 (Une femme présidente à la Maison-Blanche)      | Public Television Service                    |
| Thaïlande         |                            | ประธานาธิบดีดอกไม้เหล็ก                                        | UBC Series et Hallmark Channel               |
| Trinité-et-Tobago |                            |                                                            | Caribbean New Media Group                    |
| Turquie           |                            | Commander in Chief                                         | DiziMax                                      |

## Commentaires

### Autour de la série
- Geena Davis est la première actrice à interpréter le rôle de "Présidente" à la télévision, et qui ouvre la voie à d'autres séries représentant une femme présidente sur le petit écran américain[64],[65].
- Commander in Chief est largement inspirée par une autre série, À la Maison-Blanche, qui est diffusée sur NBC. Les différences viennent, bien évidemment du fait que c'est une femme qui exerce la fonction de présidente, mais aussi que Commander in Chief s'attarde bien plus sur la vie privée des membres de la famille présidentielle, contrairement à À la Maison-Blanche qui est avant tout une série politique, présentant les rouages de la démocratie américaine.
- Dans l’épisode pilote, les scènes où l’avion présidentiel apparaît en vol, sont tirées du film Air Force One (1997)[66].
- Le projet de Commander in Chief avait au départ été conçu pour l'actrice Sigourney Weaver. Mais l'actrice a refusé le rôle pour des raisons géographiques. Habitant à New York, elle n'a pas souhaité déménager à Los Angeles où se tourne le série[67],[68].
- Le 20 janvier, quinze ans après la diffusion original de la série, Kamala Harris devient la première femme à accéder au poste de vice-président des États-Unis[69].

### Déprogrammation de la série et analyse
De nombreuses personnes considèrent que la série a été déprogrammée par M6 en raison de la candidature de Ségolène Royal  à l'élection présidentielle française de 2007,.
En réalité, c'est en raison d'une d'audience au-dessous des objectifs fixés par la chaîne que M6 a déprogrammé la série[réf. nécessaire] afin de passer sur Téva, une autre chaîne issue du groupe M6.
Certains commentateurs s'interrogent sur l'échec de la série, tant aux États-Unis (où l'engouement initial s'est vite éteint), qu'en France, et posent la question de la perception sociale de la place des femmes aux plus hautes instances du pouvoir ().
Une hypothèse moins phallocratique pourrait bien plutôt mettre en cause les concepteurs de la série. En effet, ce qui fait le succès de toute œuvre imaginaire est la présence d'un fil conducteur, d'une trame de fond, d'un message, qui portent les péripéties des différents épisodes. Or, passé les deux premiers épisodes de Commander in Chief et la prise de pouvoir par la vice-présidente, ce fil conducteur s'estompe peu à peu. On finit par avoir l'impression que les scénaristes suivent une liste issue d'une séance de brainstorming (« Tiens, si on mettait une attaque terroriste. Et puis après une petite catastrophe écologique... »). À l'évidence, les scénaristes ont manqué le seul train que le public attendait en imaginant une femme à la tête du pays le plus puissant de la planète : la dimension et l'impact de la féminité inscrits dans le pouvoir suprême[non neutre].

## Distinctions

### Récompenses
Golden Globes 2006
Golden Globe de la meilleure actrice dans une série dramatique pour Geena Davis

### Nominations
Satellite Awards 2005
Satellite Awards de la meilleure actrice dans une série télévisée dramatique pour Geena Davis
Golden Globe Award 2006
Golden Globe du meilleur acteur dans un second rôle dans une série, une mini-série ou un téléfilm pour Donald Sutherland
Golden Globe de la meilleure série dramatique
Primetime Emmy Awards 2006
Primetime Emmy Award de la meilleure actrice dans une série télévisée dramatique pour Geena Davis
Screen Actors Guild Awards 2006
Screen Actors Guild Award de la meilleure actrice dans une série dramatique pour Geena Davis
Motion Picture Sound Editors 2006
Meilleur montage sonore pour une série télévisée
GLAAD Media Awards 2006
Contribution dans la représentation de la communauté LGBT
People's Choice Awards 2006
Série télévisée dramatique de l'année
Young Artist Awards 2006
Meilleure second rôle féminin dans une série télévisée pour Caitlin Wachs
Visual Effects Society 2007
Meilleur effets spéciaux dans un programme de diffusion pour une série télévisée

## Produits dérivés

### Sorties en DVD
Aux États-Unis, Buena Vista Home Entertainment a annoncé le 28 avril 2006 qu'à la suite de l'annulation de la série, il a été décidé que le coffret devrait être divisé en deux volumes :
- Première partie : The Inaugural Edition, Part 1, qui comprend 10 épisodes, disponible depuis le 27 juin 2006[74].
- Deuxième partie : The Inaugural Edition, Part 2, qui comprend les 8 épisodes restants, disponible depuis le 5 septembre 2006[75].

En Italie, la série est disponible en DVD depuis le 5 décembre 2006, : 
- Una donna alla Casa Bianca (Une femme à la Maison-Blanche) - L’Intégrale de la saison 1 (18 épisodes en 5 DVD)

En France, la série est disponible en DVD depuis le 18 avril 2007, : 
- Commander in Chief - L’Intégrale de la saison 1 (18 épisodes en 5 DVD)